# Partie du siècle
Cet article utilise la notation algébrique pour décrire des coups du jeu d'échecs.

Animation de la partie.

La « partie du siècle », ainsi que l'ont nommée certains journalistes américains, est une célèbre partie d'échecs jouée par les joueurs américains Donald Byrne et Bobby Fischer à New York le 17 octobre 1956 lors du trophée Rosenwald, le plus fort tournoi d'échecs disputé aux États-Unis en 1956.
Bobby Fischer, âgé alors de seulement treize ans, jouait avec les pièces noires et remporta la partie dans un style éblouissant. Cependant, celle-ci n'apparaît pas dans son recueil de parties publié en 1969, Mes 60 meilleures parties. D'ailleurs, lors de ce tournoi Fischer ne termina qu'à la huitième place sur douze joueurs, la compétition étant remportée par le grand maître Samuel Reshevsky. Mais cette partie, du fait de son style et du jeune âge de son vainqueur, fit le tour du monde échiquéen, amorçant la carrière de Fischer au plus haut niveau.

## Contexte
Lors de cette partie en octobre 1956, Robert « Bobby » Fischer (1943-2008) fait déjà sensation dans le monde échiquéen, étant le champion des États-Unis junior en titre, à l'âge de treize ans seulement. Il est cependant encore à cette époque un junior prometteur, face à l'un de ses premiers vrais tests contre une opposition de haut niveau.
Par ailleurs, sa performance globale dans le tournoi fut moyenne mais cette partie montre le début de son ascension fulgurante, qui se poursuivra en 1957 lorsqu’il remportera l'Open des États-Unis aux tie-breaks, puis le championnat des États-Unis senior 1957-1958 (ainsi que les sept championnats ultérieurs dans lesquels il jouera), se qualifiant pour le Tournoi des candidats et devenant en 1958 le plus jeune grand maître international à l'âge de 15 ans.
L'adversaire qui lui fait face est Donald Byrne (1930–1976), à l'époque l'un des meilleurs joueurs d'échecs américains. Celui-ci représentera par la suite les États-Unis aux Olympiades d'échecs en 1962, 1964 et 1968,. Il deviendra maître international en 1962 et serait probablement allé plus haut (grand maître) s'il n'avait pas été en mauvaise santé.

## Déroulement
Fischer (avec les noirs) fait preuve d'innovation et d'improvisation remarquables dès les premiers coups de la partie. Byrne (avec les blancs), après une ouverture standard, fait une erreur apparemment mineure au 11e coup, perdant un temps en déplaçant deux fois la même pièce. Fischer en profite et met en place un jeu sacrificiel agressif et brillant, aboutissant à un sacrifice de sa dame au 17e coup. Byrne capture la dame de Fischer, mais celui-ci obtient beaucoup trop de matériel en compensation — une tour, deux fous et un pion.
La fin de partie montre comment Fischer, coordonnant ses pièces, force un échec et mat sur le roi de Byrne tandis que la dame de ce dernier, inutile, se trouve isolée de l'autre côté de l'échiquier.

## Partie
Donald Byrne (Blancs) - Bobby Fischer (Noirs)

Mémorial Rosenwald, New York, 17 octobre 1956, 8e ronde, Défense Grünfeld (code ECO : D92)
1. Cf3 Cf6 2. c4 g6 3. Cc3 Fg7 4. d4 0-0 5. Ff4 d5 6. Db3?! dxc4 7.Dxc4 c6 8. e4 Cbd7 9. Td1 Cb6 10. Dc5? Fg4 11. Fg5? (diagramme)
|   | a | b | c | d | e | f | g | h |   |
| 8 | Tour noire sur case blanche a8 · Dame noire sur case noire d8 · Tour noire sur case noire f8 · Roi noir sur case blanche g8 · Pion noir sur case noire a7 · Pion noir sur case blanche b7 · Pion noir sur case noire e7 · Pion noir sur case blanche f7 · Fou noir sur case noire g7 · Pion noir sur case blanche h7 · Cavalier noir sur case noire b6 · Pion noir sur case blanche c6 · Cavalier noir sur case noire f6 · Pion noir sur case blanche g6 · Dame blanche sur case noire c5 · Fou blanc sur case noire g5 · Pion blanc sur case noire d4 · Pion blanc sur case blanche e4 · Fou noir sur case blanche g4 · Cavalier blanc sur case noire c3 · Cavalier blanc sur case blanche f3 · Pion blanc sur case blanche a2 · Pion blanc sur case noire b2 · Pion blanc sur case noire f2 · Pion blanc sur case blanche g2 · Pion blanc sur case noire h2 · Tour blanche sur case blanche d1 · Roi blanc sur case noire e1 · Fou blanc sur case blanche f1 · Tour blanche sur case blanche h1 | Tour noire sur case blanche a8 · Dame noire sur case noire d8 · Tour noire sur case noire f8 · Roi noir sur case blanche g8 · Pion noir sur case noire a7 · Pion noir sur case blanche b7 · Pion noir sur case noire e7 · Pion noir sur case blanche f7 · Fou noir sur case noire g7 · Pion noir sur case blanche h7 · Cavalier noir sur case noire b6 · Pion noir sur case blanche c6 · Cavalier noir sur case noire f6 · Pion noir sur case blanche g6 · Dame blanche sur case noire c5 · Fou blanc sur case noire g5 · Pion blanc sur case noire d4 · Pion blanc sur case blanche e4 · Fou noir sur case blanche g4 · Cavalier blanc sur case noire c3 · Cavalier blanc sur case blanche f3 · Pion blanc sur case blanche a2 · Pion blanc sur case noire b2 · Pion blanc sur case noire f2 · Pion blanc sur case blanche g2 · Pion blanc sur case noire h2 · Tour blanche sur case blanche d1 · Roi blanc sur case noire e1 · Fou blanc sur case blanche f1 · Tour blanche sur case blanche h1 | Tour noire sur case blanche a8 · Dame noire sur case noire d8 · Tour noire sur case noire f8 · Roi noir sur case blanche g8 · Pion noir sur case noire a7 · Pion noir sur case blanche b7 · Pion noir sur case noire e7 · Pion noir sur case blanche f7 · Fou noir sur case noire g7 · Pion noir sur case blanche h7 · Cavalier noir sur case noire b6 · Pion noir sur case blanche c6 · Cavalier noir sur case noire f6 · Pion noir sur case blanche g6 · Dame blanche sur case noire c5 · Fou blanc sur case noire g5 · Pion blanc sur case noire d4 · Pion blanc sur case blanche e4 · Fou noir sur case blanche g4 · Cavalier blanc sur case noire c3 · Cavalier blanc sur case blanche f3 · Pion blanc sur case blanche a2 · Pion blanc sur case noire b2 · Pion blanc sur case noire f2 · Pion blanc sur case blanche g2 · Pion blanc sur case noire h2 · Tour blanche sur case blanche d1 · Roi blanc sur case noire e1 · Fou blanc sur case blanche f1 · Tour blanche sur case blanche h1 | Tour noire sur case blanche a8 · Dame noire sur case noire d8 · Tour noire sur case noire f8 · Roi noir sur case blanche g8 · Pion noir sur case noire a7 · Pion noir sur case blanche b7 · Pion noir sur case noire e7 · Pion noir sur case blanche f7 · Fou noir sur case noire g7 · Pion noir sur case blanche h7 · Cavalier noir sur case noire b6 · Pion noir sur case blanche c6 · Cavalier noir sur case noire f6 · Pion noir sur case blanche g6 · Dame blanche sur case noire c5 · Fou blanc sur case noire g5 · Pion blanc sur case noire d4 · Pion blanc sur case blanche e4 · Fou noir sur case blanche g4 · Cavalier blanc sur case noire c3 · Cavalier blanc sur case blanche f3 · Pion blanc sur case blanche a2 · Pion blanc sur case noire b2 · Pion blanc sur case noire f2 · Pion blanc sur case blanche g2 · Pion blanc sur case noire h2 · Tour blanche sur case blanche d1 · Roi blanc sur case noire e1 · Fou blanc sur case blanche f1 · Tour blanche sur case blanche h1 | Tour noire sur case blanche a8 · Dame noire sur case noire d8 · Tour noire sur case noire f8 · Roi noir sur case blanche g8 · Pion noir sur case noire a7 · Pion noir sur case blanche b7 · Pion noir sur case noire e7 · Pion noir sur case blanche f7 · Fou noir sur case noire g7 · Pion noir sur case blanche h7 · Cavalier noir sur case noire b6 · Pion noir sur case blanche c6 · Cavalier noir sur case noire f6 · Pion noir sur case blanche g6 · Dame blanche sur case noire c5 · Fou blanc sur case noire g5 · Pion blanc sur case noire d4 · Pion blanc sur case blanche e4 · Fou noir sur case blanche g4 · Cavalier blanc sur case noire c3 · Cavalier blanc sur case blanche f3 · Pion blanc sur case blanche a2 · Pion blanc sur case noire b2 · Pion blanc sur case noire f2 · Pion blanc sur case blanche g2 · Pion blanc sur case noire h2 · Tour blanche sur case blanche d1 · Roi blanc sur case noire e1 · Fou blanc sur case blanche f1 · Tour blanche sur case blanche h1 | Tour noire sur case blanche a8 · Dame noire sur case noire d8 · Tour noire sur case noire f8 · Roi noir sur case blanche g8 · Pion noir sur case noire a7 · Pion noir sur case blanche b7 · Pion noir sur case noire e7 · Pion noir sur case blanche f7 · Fou noir sur case noire g7 · Pion noir sur case blanche h7 · Cavalier noir sur case noire b6 · Pion noir sur case blanche c6 · Cavalier noir sur case noire f6 · Pion noir sur case blanche g6 · Dame blanche sur case noire c5 · Fou blanc sur case noire g5 · Pion blanc sur case noire d4 · Pion blanc sur case blanche e4 · Fou noir sur case blanche g4 · Cavalier blanc sur case noire c3 · Cavalier blanc sur case blanche f3 · Pion blanc sur case blanche a2 · Pion blanc sur case noire b2 · Pion blanc sur case noire f2 · Pion blanc sur case blanche g2 · Pion blanc sur case noire h2 · Tour blanche sur case blanche d1 · Roi blanc sur case noire e1 · Fou blanc sur case blanche f1 · Tour blanche sur case blanche h1 | Tour noire sur case blanche a8 · Dame noire sur case noire d8 · Tour noire sur case noire f8 · Roi noir sur case blanche g8 · Pion noir sur case noire a7 · Pion noir sur case blanche b7 · Pion noir sur case noire e7 · Pion noir sur case blanche f7 · Fou noir sur case noire g7 · Pion noir sur case blanche h7 · Cavalier noir sur case noire b6 · Pion noir sur case blanche c6 · Cavalier noir sur case noire f6 · Pion noir sur case blanche g6 · Dame blanche sur case noire c5 · Fou blanc sur case noire g5 · Pion blanc sur case noire d4 · Pion blanc sur case blanche e4 · Fou noir sur case blanche g4 · Cavalier blanc sur case noire c3 · Cavalier blanc sur case blanche f3 · Pion blanc sur case blanche a2 · Pion blanc sur case noire b2 · Pion blanc sur case noire f2 · Pion blanc sur case blanche g2 · Pion blanc sur case noire h2 · Tour blanche sur case blanche d1 · Roi blanc sur case noire e1 · Fou blanc sur case blanche f1 · Tour blanche sur case blanche h1 | Tour noire sur case blanche a8 · Dame noire sur case noire d8 · Tour noire sur case noire f8 · Roi noir sur case blanche g8 · Pion noir sur case noire a7 · Pion noir sur case blanche b7 · Pion noir sur case noire e7 · Pion noir sur case blanche f7 · Fou noir sur case noire g7 · Pion noir sur case blanche h7 · Cavalier noir sur case noire b6 · Pion noir sur case blanche c6 · Cavalier noir sur case noire f6 · Pion noir sur case blanche g6 · Dame blanche sur case noire c5 · Fou blanc sur case noire g5 · Pion blanc sur case noire d4 · Pion blanc sur case blanche e4 · Fou noir sur case blanche g4 · Cavalier blanc sur case noire c3 · Cavalier blanc sur case blanche f3 · Pion blanc sur case blanche a2 · Pion blanc sur case noire b2 · Pion blanc sur case noire f2 · Pion blanc sur case blanche g2 · Pion blanc sur case noire h2 · Tour blanche sur case blanche d1 · Roi blanc sur case noire e1 · Fou blanc sur case blanche f1 · Tour blanche sur case blanche h1 | 8 |
| 7 | Tour noire sur case blanche a8 · Dame noire sur case noire d8 · Tour noire sur case noire f8 · Roi noir sur case blanche g8 · Pion noir sur case noire a7 · Pion noir sur case blanche b7 · Pion noir sur case noire e7 · Pion noir sur case blanche f7 · Fou noir sur case noire g7 · Pion noir sur case blanche h7 · Cavalier noir sur case noire b6 · Pion noir sur case blanche c6 · Cavalier noir sur case noire f6 · Pion noir sur case blanche g6 · Dame blanche sur case noire c5 · Fou blanc sur case noire g5 · Pion blanc sur case noire d4 · Pion blanc sur case blanche e4 · Fou noir sur case blanche g4 · Cavalier blanc sur case noire c3 · Cavalier blanc sur case blanche f3 · Pion blanc sur case blanche a2 · Pion blanc sur case noire b2 · Pion blanc sur case noire f2 · Pion blanc sur case blanche g2 · Pion blanc sur case noire h2 · Tour blanche sur case blanche d1 · Roi blanc sur case noire e1 · Fou blanc sur case blanche f1 · Tour blanche sur case blanche h1 | Tour noire sur case blanche a8 · Dame noire sur case noire d8 · Tour noire sur case noire f8 · Roi noir sur case blanche g8 · Pion noir sur case noire a7 · Pion noir sur case blanche b7 · Pion noir sur case noire e7 · Pion noir sur case blanche f7 · Fou noir sur case noire g7 · Pion noir sur case blanche h7 · Cavalier noir sur case noire b6 · Pion noir sur case blanche c6 · Cavalier noir sur case noire f6 · Pion noir sur case blanche g6 · Dame blanche sur case noire c5 · Fou blanc sur case noire g5 · Pion blanc sur case noire d4 · Pion blanc sur case blanche e4 · Fou noir sur case blanche g4 · Cavalier blanc sur case noire c3 · Cavalier blanc sur case blanche f3 · Pion blanc sur case blanche a2 · Pion blanc sur case noire b2 · Pion blanc sur case noire f2 · Pion blanc sur case blanche g2 · Pion blanc sur case noire h2 · Tour blanche sur case blanche d1 · Roi blanc sur case noire e1 · Fou blanc sur case blanche f1 · Tour blanche sur case blanche h1 | Tour noire sur case blanche a8 · Dame noire sur case noire d8 · Tour noire sur case noire f8 · Roi noir sur case blanche g8 · Pion noir sur case noire a7 · Pion noir sur case blanche b7 · Pion noir sur case noire e7 · Pion noir sur case blanche f7 · Fou noir sur case noire g7 · Pion noir sur case blanche h7 · Cavalier noir sur case noire b6 · Pion noir sur case blanche c6 · Cavalier noir sur case noire f6 · Pion noir sur case blanche g6 · Dame blanche sur case noire c5 · Fou blanc sur case noire g5 · Pion blanc sur case noire d4 · Pion blanc sur case blanche e4 · Fou noir sur case blanche g4 · Cavalier blanc sur case noire c3 · Cavalier blanc sur case blanche f3 · Pion blanc sur case blanche a2 · Pion blanc sur case noire b2 · Pion blanc sur case noire f2 · Pion blanc sur case blanche g2 · Pion blanc sur case noire h2 · Tour blanche sur case blanche d1 · Roi blanc sur case noire e1 · Fou blanc sur case blanche f1 · Tour blanche sur case blanche h1 | Tour noire sur case blanche a8 · Dame noire sur case noire d8 · Tour noire sur case noire f8 · Roi noir sur case blanche g8 · Pion noir sur case noire a7 · Pion noir sur case blanche b7 · Pion noir sur case noire e7 · Pion noir sur case blanche f7 · Fou noir sur case noire g7 · Pion noir sur case blanche h7 · Cavalier noir sur case noire b6 · Pion noir sur case blanche c6 · Cavalier noir sur case noire f6 · Pion noir sur case blanche g6 · Dame blanche sur case noire c5 · Fou blanc sur case noire g5 · Pion blanc sur case noire d4 · Pion blanc sur case blanche e4 · Fou noir sur case blanche g4 · Cavalier blanc sur case noire c3 · Cavalier blanc sur case blanche f3 · Pion blanc sur case blanche a2 · Pion blanc sur case noire b2 · Pion blanc sur case noire f2 · Pion blanc sur case blanche g2 · Pion blanc sur case noire h2 · Tour blanche sur case blanche d1 · Roi blanc sur case noire e1 · Fou blanc sur case blanche f1 · Tour blanche sur case blanche h1 | Tour noire sur case blanche a8 · Dame noire sur case noire d8 · Tour noire sur case noire f8 · Roi noir sur case blanche g8 · Pion noir sur case noire a7 · Pion noir sur case blanche b7 · Pion noir sur case noire e7 · Pion noir sur case blanche f7 · Fou noir sur case noire g7 · Pion noir sur case blanche h7 · Cavalier noir sur case noire b6 · Pion noir sur case blanche c6 · Cavalier noir sur case noire f6 · Pion noir sur case blanche g6 · Dame blanche sur case noire c5 · Fou blanc sur case noire g5 · Pion blanc sur case noire d4 · Pion blanc sur case blanche e4 · Fou noir sur case blanche g4 · Cavalier blanc sur case noire c3 · Cavalier blanc sur case blanche f3 · Pion blanc sur case blanche a2 · Pion blanc sur case noire b2 · Pion blanc sur case noire f2 · Pion blanc sur case blanche g2 · Pion blanc sur case noire h2 · Tour blanche sur case blanche d1 · Roi blanc sur case noire e1 · Fou blanc sur case blanche f1 · Tour blanche sur case blanche h1 | Tour noire sur case blanche a8 · Dame noire sur case noire d8 · Tour noire sur case noire f8 · Roi noir sur case blanche g8 · Pion noir sur case noire a7 · Pion noir sur case blanche b7 · Pion noir sur case noire e7 · Pion noir sur case blanche f7 · Fou noir sur case noire g7 · Pion noir sur case blanche h7 · Cavalier noir sur case noire b6 · Pion noir sur case blanche c6 · Cavalier noir sur case noire f6 · Pion noir sur case blanche g6 · Dame blanche sur case noire c5 · Fou blanc sur case noire g5 · Pion blanc sur case noire d4 · Pion blanc sur case blanche e4 · Fou noir sur case blanche g4 · Cavalier blanc sur case noire c3 · Cavalier blanc sur case blanche f3 · Pion blanc sur case blanche a2 · Pion blanc sur case noire b2 · Pion blanc sur case noire f2 · Pion blanc sur case blanche g2 · Pion blanc sur case noire h2 · Tour blanche sur case blanche d1 · Roi blanc sur case noire e1 · Fou blanc sur case blanche f1 · Tour blanche sur case blanche h1 | Tour noire sur case blanche a8 · Dame noire sur case noire d8 · Tour noire sur case noire f8 · Roi noir sur case blanche g8 · Pion noir sur case noire a7 · Pion noir sur case blanche b7 · Pion noir sur case noire e7 · Pion noir sur case blanche f7 · Fou noir sur case noire g7 · Pion noir sur case blanche h7 · Cavalier noir sur case noire b6 · Pion noir sur case blanche c6 · Cavalier noir sur case noire f6 · Pion noir sur case blanche g6 · Dame blanche sur case noire c5 · Fou blanc sur case noire g5 · Pion blanc sur case noire d4 · Pion blanc sur case blanche e4 · Fou noir sur case blanche g4 · Cavalier blanc sur case noire c3 · Cavalier blanc sur case blanche f3 · Pion blanc sur case blanche a2 · Pion blanc sur case noire b2 · Pion blanc sur case noire f2 · Pion blanc sur case blanche g2 · Pion blanc sur case noire h2 · Tour blanche sur case blanche d1 · Roi blanc sur case noire e1 · Fou blanc sur case blanche f1 · Tour blanche sur case blanche h1 | Tour noire sur case blanche a8 · Dame noire sur case noire d8 · Tour noire sur case noire f8 · Roi noir sur case blanche g8 · Pion noir sur case noire a7 · Pion noir sur case blanche b7 · Pion noir sur case noire e7 · Pion noir sur case blanche f7 · Fou noir sur case noire g7 · Pion noir sur case blanche h7 · Cavalier noir sur case noire b6 · Pion noir sur case blanche c6 · Cavalier noir sur case noire f6 · Pion noir sur case blanche g6 · Dame blanche sur case noire c5 · Fou blanc sur case noire g5 · Pion blanc sur case noire d4 · Pion blanc sur case blanche e4 · Fou noir sur case blanche g4 · Cavalier blanc sur case noire c3 · Cavalier blanc sur case blanche f3 · Pion blanc sur case blanche a2 · Pion blanc sur case noire b2 · Pion blanc sur case noire f2 · Pion blanc sur case blanche g2 · Pion blanc sur case noire h2 · Tour blanche sur case blanche d1 · Roi blanc sur case noire e1 · Fou blanc sur case blanche f1 · Tour blanche sur case blanche h1 | 7 |
| 6 | Tour noire sur case blanche a8 · Dame noire sur case noire d8 · Tour noire sur case noire f8 · Roi noir sur case blanche g8 · Pion noir sur case noire a7 · Pion noir sur case blanche b7 · Pion noir sur case noire e7 · Pion noir sur case blanche f7 · Fou noir sur case noire g7 · Pion noir sur case blanche h7 · Cavalier noir sur case noire b6 · Pion noir sur case blanche c6 · Cavalier noir sur case noire f6 · Pion noir sur case blanche g6 · Dame blanche sur case noire c5 · Fou blanc sur case noire g5 · Pion blanc sur case noire d4 · Pion blanc sur case blanche e4 · Fou noir sur case blanche g4 · Cavalier blanc sur case noire c3 · Cavalier blanc sur case blanche f3 · Pion blanc sur case blanche a2 · Pion blanc sur case noire b2 · Pion blanc sur case noire f2 · Pion blanc sur case blanche g2 · Pion blanc sur case noire h2 · Tour blanche sur case blanche d1 · Roi blanc sur case noire e1 · Fou blanc sur case blanche f1 · Tour blanche sur case blanche h1 | Tour noire sur case blanche a8 · Dame noire sur case noire d8 · Tour noire sur case noire f8 · Roi noir sur case blanche g8 · Pion noir sur case noire a7 · Pion noir sur case blanche b7 · Pion noir sur case noire e7 · Pion noir sur case blanche f7 · Fou noir sur case noire g7 · Pion noir sur case blanche h7 · Cavalier noir sur case noire b6 · Pion noir sur case blanche c6 · Cavalier noir sur case noire f6 · Pion noir sur case blanche g6 · Dame blanche sur case noire c5 · Fou blanc sur case noire g5 · Pion blanc sur case noire d4 · Pion blanc sur case blanche e4 · Fou noir sur case blanche g4 · Cavalier blanc sur case noire c3 · Cavalier blanc sur case blanche f3 · Pion blanc sur case blanche a2 · Pion blanc sur case noire b2 · Pion blanc sur case noire f2 · Pion blanc sur case blanche g2 · Pion blanc sur case noire h2 · Tour blanche sur case blanche d1 · Roi blanc sur case noire e1 · Fou blanc sur case blanche f1 · Tour blanche sur case blanche h1 | Tour noire sur case blanche a8 · Dame noire sur case noire d8 · Tour noire sur case noire f8 · Roi noir sur case blanche g8 · Pion noir sur case noire a7 · Pion noir sur case blanche b7 · Pion noir sur case noire e7 · Pion noir sur case blanche f7 · Fou noir sur case noire g7 · Pion noir sur case blanche h7 · Cavalier noir sur case noire b6 · Pion noir sur case blanche c6 · Cavalier noir sur case noire f6 · Pion noir sur case blanche g6 · Dame blanche sur case noire c5 · Fou blanc sur case noire g5 · Pion blanc sur case noire d4 · Pion blanc sur case blanche e4 · Fou noir sur case blanche g4 · Cavalier blanc sur case noire c3 · Cavalier blanc sur case blanche f3 · Pion blanc sur case blanche a2 · Pion blanc sur case noire b2 · Pion blanc sur case noire f2 · Pion blanc sur case blanche g2 · Pion blanc sur case noire h2 · Tour blanche sur case blanche d1 · Roi blanc sur case noire e1 · Fou blanc sur case blanche f1 · Tour blanche sur case blanche h1 | Tour noire sur case blanche a8 · Dame noire sur case noire d8 · Tour noire sur case noire f8 · Roi noir sur case blanche g8 · Pion noir sur case noire a7 · Pion noir sur case blanche b7 · Pion noir sur case noire e7 · Pion noir sur case blanche f7 · Fou noir sur case noire g7 · Pion noir sur case blanche h7 · Cavalier noir sur case noire b6 · Pion noir sur case blanche c6 · Cavalier noir sur case noire f6 · Pion noir sur case blanche g6 · Dame blanche sur case noire c5 · Fou blanc sur case noire g5 · Pion blanc sur case noire d4 · Pion blanc sur case blanche e4 · Fou noir sur case blanche g4 · Cavalier blanc sur case noire c3 · Cavalier blanc sur case blanche f3 · Pion blanc sur case blanche a2 · Pion blanc sur case noire b2 · Pion blanc sur case noire f2 · Pion blanc sur case blanche g2 · Pion blanc sur case noire h2 · Tour blanche sur case blanche d1 · Roi blanc sur case noire e1 · Fou blanc sur case blanche f1 · Tour blanche sur case blanche h1 | Tour noire sur case blanche a8 · Dame noire sur case noire d8 · Tour noire sur case noire f8 · Roi noir sur case blanche g8 · Pion noir sur case noire a7 · Pion noir sur case blanche b7 · Pion noir sur case noire e7 · Pion noir sur case blanche f7 · Fou noir sur case noire g7 · Pion noir sur case blanche h7 · Cavalier noir sur case noire b6 · Pion noir sur case blanche c6 · Cavalier noir sur case noire f6 · Pion noir sur case blanche g6 · Dame blanche sur case noire c5 · Fou blanc sur case noire g5 · Pion blanc sur case noire d4 · Pion blanc sur case blanche e4 · Fou noir sur case blanche g4 · Cavalier blanc sur case noire c3 · Cavalier blanc sur case blanche f3 · Pion blanc sur case blanche a2 · Pion blanc sur case noire b2 · Pion blanc sur case noire f2 · Pion blanc sur case blanche g2 · Pion blanc sur case noire h2 · Tour blanche sur case blanche d1 · Roi blanc sur case noire e1 · Fou blanc sur case blanche f1 · Tour blanche sur case blanche h1 | Tour noire sur case blanche a8 · Dame noire sur case noire d8 · Tour noire sur case noire f8 · Roi noir sur case blanche g8 · Pion noir sur case noire a7 · Pion noir sur case blanche b7 · Pion noir sur case noire e7 · Pion noir sur case blanche f7 · Fou noir sur case noire g7 · Pion noir sur case blanche h7 · Cavalier noir sur case noire b6 · Pion noir sur case blanche c6 · Cavalier noir sur case noire f6 · Pion noir sur case blanche g6 · Dame blanche sur case noire c5 · Fou blanc sur case noire g5 · Pion blanc sur case noire d4 · Pion blanc sur case blanche e4 · Fou noir sur case blanche g4 · Cavalier blanc sur case noire c3 · Cavalier blanc sur case blanche f3 · Pion blanc sur case blanche a2 · Pion blanc sur case noire b2 · Pion blanc sur case noire f2 · Pion blanc sur case blanche g2 · Pion blanc sur case noire h2 · Tour blanche sur case blanche d1 · Roi blanc sur case noire e1 · Fou blanc sur case blanche f1 · Tour blanche sur case blanche h1 | Tour noire sur case blanche a8 · Dame noire sur case noire d8 · Tour noire sur case noire f8 · Roi noir sur case blanche g8 · Pion noir sur case noire a7 · Pion noir sur case blanche b7 · Pion noir sur case noire e7 · Pion noir sur case blanche f7 · Fou noir sur case noire g7 · Pion noir sur case blanche h7 · Cavalier noir sur case noire b6 · Pion noir sur case blanche c6 · Cavalier noir sur case noire f6 · Pion noir sur case blanche g6 · Dame blanche sur case noire c5 · Fou blanc sur case noire g5 · Pion blanc sur case noire d4 · Pion blanc sur case blanche e4 · Fou noir sur case blanche g4 · Cavalier blanc sur case noire c3 · Cavalier blanc sur case blanche f3 · Pion blanc sur case blanche a2 · Pion blanc sur case noire b2 · Pion blanc sur case noire f2 · Pion blanc sur case blanche g2 · Pion blanc sur case noire h2 · Tour blanche sur case blanche d1 · Roi blanc sur case noire e1 · Fou blanc sur case blanche f1 · Tour blanche sur case blanche h1 | Tour noire sur case blanche a8 · Dame noire sur case noire d8 · Tour noire sur case noire f8 · Roi noir sur case blanche g8 · Pion noir sur case noire a7 · Pion noir sur case blanche b7 · Pion noir sur case noire e7 · Pion noir sur case blanche f7 · Fou noir sur case noire g7 · Pion noir sur case blanche h7 · Cavalier noir sur case noire b6 · Pion noir sur case blanche c6 · Cavalier noir sur case noire f6 · Pion noir sur case blanche g6 · Dame blanche sur case noire c5 · Fou blanc sur case noire g5 · Pion blanc sur case noire d4 · Pion blanc sur case blanche e4 · Fou noir sur case blanche g4 · Cavalier blanc sur case noire c3 · Cavalier blanc sur case blanche f3 · Pion blanc sur case blanche a2 · Pion blanc sur case noire b2 · Pion blanc sur case noire f2 · Pion blanc sur case blanche g2 · Pion blanc sur case noire h2 · Tour blanche sur case blanche d1 · Roi blanc sur case noire e1 · Fou blanc sur case blanche f1 · Tour blanche sur case blanche h1 | 6 |
| 5 | Tour noire sur case blanche a8 · Dame noire sur case noire d8 · Tour noire sur case noire f8 · Roi noir sur case blanche g8 · Pion noir sur case noire a7 · Pion noir sur case blanche b7 · Pion noir sur case noire e7 · Pion noir sur case blanche f7 · Fou noir sur case noire g7 · Pion noir sur case blanche h7 · Cavalier noir sur case noire b6 · Pion noir sur case blanche c6 · Cavalier noir sur case noire f6 · Pion noir sur case blanche g6 · Dame blanche sur case noire c5 · Fou blanc sur case noire g5 · Pion blanc sur case noire d4 · Pion blanc sur case blanche e4 · Fou noir sur case blanche g4 · Cavalier blanc sur case noire c3 · Cavalier blanc sur case blanche f3 · Pion blanc sur case blanche a2 · Pion blanc sur case noire b2 · Pion blanc sur case noire f2 · Pion blanc sur case blanche g2 · Pion blanc sur case noire h2 · Tour blanche sur case blanche d1 · Roi blanc sur case noire e1 · Fou blanc sur case blanche f1 · Tour blanche sur case blanche h1 | Tour noire sur case blanche a8 · Dame noire sur case noire d8 · Tour noire sur case noire f8 · Roi noir sur case blanche g8 · Pion noir sur case noire a7 · Pion noir sur case blanche b7 · Pion noir sur case noire e7 · Pion noir sur case blanche f7 · Fou noir sur case noire g7 · Pion noir sur case blanche h7 · Cavalier noir sur case noire b6 · Pion noir sur case blanche c6 · Cavalier noir sur case noire f6 · Pion noir sur case blanche g6 · Dame blanche sur case noire c5 · Fou blanc sur case noire g5 · Pion blanc sur case noire d4 · Pion blanc sur case blanche e4 · Fou noir sur case blanche g4 · Cavalier blanc sur case noire c3 · Cavalier blanc sur case blanche f3 · Pion blanc sur case blanche a2 · Pion blanc sur case noire b2 · Pion blanc sur case noire f2 · Pion blanc sur case blanche g2 · Pion blanc sur case noire h2 · Tour blanche sur case blanche d1 · Roi blanc sur case noire e1 · Fou blanc sur case blanche f1 · Tour blanche sur case blanche h1 | Tour noire sur case blanche a8 · Dame noire sur case noire d8 · Tour noire sur case noire f8 · Roi noir sur case blanche g8 · Pion noir sur case noire a7 · Pion noir sur case blanche b7 · Pion noir sur case noire e7 · Pion noir sur case blanche f7 · Fou noir sur case noire g7 · Pion noir sur case blanche h7 · Cavalier noir sur case noire b6 · Pion noir sur case blanche c6 · Cavalier noir sur case noire f6 · Pion noir sur case blanche g6 · Dame blanche sur case noire c5 · Fou blanc sur case noire g5 · Pion blanc sur case noire d4 · Pion blanc sur case blanche e4 · Fou noir sur case blanche g4 · Cavalier blanc sur case noire c3 · Cavalier blanc sur case blanche f3 · Pion blanc sur case blanche a2 · Pion blanc sur case noire b2 · Pion blanc sur case noire f2 · Pion blanc sur case blanche g2 · Pion blanc sur case noire h2 · Tour blanche sur case blanche d1 · Roi blanc sur case noire e1 · Fou blanc sur case blanche f1 · Tour blanche sur case blanche h1 | Tour noire sur case blanche a8 · Dame noire sur case noire d8 · Tour noire sur case noire f8 · Roi noir sur case blanche g8 · Pion noir sur case noire a7 · Pion noir sur case blanche b7 · Pion noir sur case noire e7 · Pion noir sur case blanche f7 · Fou noir sur case noire g7 · Pion noir sur case blanche h7 · Cavalier noir sur case noire b6 · Pion noir sur case blanche c6 · Cavalier noir sur case noire f6 · Pion noir sur case blanche g6 · Dame blanche sur case noire c5 · Fou blanc sur case noire g5 · Pion blanc sur case noire d4 · Pion blanc sur case blanche e4 · Fou noir sur case blanche g4 · Cavalier blanc sur case noire c3 · Cavalier blanc sur case blanche f3 · Pion blanc sur case blanche a2 · Pion blanc sur case noire b2 · Pion blanc sur case noire f2 · Pion blanc sur case blanche g2 · Pion blanc sur case noire h2 · Tour blanche sur case blanche d1 · Roi blanc sur case noire e1 · Fou blanc sur case blanche f1 · Tour blanche sur case blanche h1 | Tour noire sur case blanche a8 · Dame noire sur case noire d8 · Tour noire sur case noire f8 · Roi noir sur case blanche g8 · Pion noir sur case noire a7 · Pion noir sur case blanche b7 · Pion noir sur case noire e7 · Pion noir sur case blanche f7 · Fou noir sur case noire g7 · Pion noir sur case blanche h7 · Cavalier noir sur case noire b6 · Pion noir sur case blanche c6 · Cavalier noir sur case noire f6 · Pion noir sur case blanche g6 · Dame blanche sur case noire c5 · Fou blanc sur case noire g5 · Pion blanc sur case noire d4 · Pion blanc sur case blanche e4 · Fou noir sur case blanche g4 · Cavalier blanc sur case noire c3 · Cavalier blanc sur case blanche f3 · Pion blanc sur case blanche a2 · Pion blanc sur case noire b2 · Pion blanc sur case noire f2 · Pion blanc sur case blanche g2 · Pion blanc sur case noire h2 · Tour blanche sur case blanche d1 · Roi blanc sur case noire e1 · Fou blanc sur case blanche f1 · Tour blanche sur case blanche h1 | Tour noire sur case blanche a8 · Dame noire sur case noire d8 · Tour noire sur case noire f8 · Roi noir sur case blanche g8 · Pion noir sur case noire a7 · Pion noir sur case blanche b7 · Pion noir sur case noire e7 · Pion noir sur case blanche f7 · Fou noir sur case noire g7 · Pion noir sur case blanche h7 · Cavalier noir sur case noire b6 · Pion noir sur case blanche c6 · Cavalier noir sur case noire f6 · Pion noir sur case blanche g6 · Dame blanche sur case noire c5 · Fou blanc sur case noire g5 · Pion blanc sur case noire d4 · Pion blanc sur case blanche e4 · Fou noir sur case blanche g4 · Cavalier blanc sur case noire c3 · Cavalier blanc sur case blanche f3 · Pion blanc sur case blanche a2 · Pion blanc sur case noire b2 · Pion blanc sur case noire f2 · Pion blanc sur case blanche g2 · Pion blanc sur case noire h2 · Tour blanche sur case blanche d1 · Roi blanc sur case noire e1 · Fou blanc sur case blanche f1 · Tour blanche sur case blanche h1 | Tour noire sur case blanche a8 · Dame noire sur case noire d8 · Tour noire sur case noire f8 · Roi noir sur case blanche g8 · Pion noir sur case noire a7 · Pion noir sur case blanche b7 · Pion noir sur case noire e7 · Pion noir sur case blanche f7 · Fou noir sur case noire g7 · Pion noir sur case blanche h7 · Cavalier noir sur case noire b6 · Pion noir sur case blanche c6 · Cavalier noir sur case noire f6 · Pion noir sur case blanche g6 · Dame blanche sur case noire c5 · Fou blanc sur case noire g5 · Pion blanc sur case noire d4 · Pion blanc sur case blanche e4 · Fou noir sur case blanche g4 · Cavalier blanc sur case noire c3 · Cavalier blanc sur case blanche f3 · Pion blanc sur case blanche a2 · Pion blanc sur case noire b2 · Pion blanc sur case noire f2 · Pion blanc sur case blanche g2 · Pion blanc sur case noire h2 · Tour blanche sur case blanche d1 · Roi blanc sur case noire e1 · Fou blanc sur case blanche f1 · Tour blanche sur case blanche h1 | Tour noire sur case blanche a8 · Dame noire sur case noire d8 · Tour noire sur case noire f8 · Roi noir sur case blanche g8 · Pion noir sur case noire a7 · Pion noir sur case blanche b7 · Pion noir sur case noire e7 · Pion noir sur case blanche f7 · Fou noir sur case noire g7 · Pion noir sur case blanche h7 · Cavalier noir sur case noire b6 · Pion noir sur case blanche c6 · Cavalier noir sur case noire f6 · Pion noir sur case blanche g6 · Dame blanche sur case noire c5 · Fou blanc sur case noire g5 · Pion blanc sur case noire d4 · Pion blanc sur case blanche e4 · Fou noir sur case blanche g4 · Cavalier blanc sur case noire c3 · Cavalier blanc sur case blanche f3 · Pion blanc sur case blanche a2 · Pion blanc sur case noire b2 · Pion blanc sur case noire f2 · Pion blanc sur case blanche g2 · Pion blanc sur case noire h2 · Tour blanche sur case blanche d1 · Roi blanc sur case noire e1 · Fou blanc sur case blanche f1 · Tour blanche sur case blanche h1 | 5 |
| 4 | Tour noire sur case blanche a8 · Dame noire sur case noire d8 · Tour noire sur case noire f8 · Roi noir sur case blanche g8 · Pion noir sur case noire a7 · Pion noir sur case blanche b7 · Pion noir sur case noire e7 · Pion noir sur case blanche f7 · Fou noir sur case noire g7 · Pion noir sur case blanche h7 · Cavalier noir sur case noire b6 · Pion noir sur case blanche c6 · Cavalier noir sur case noire f6 · Pion noir sur case blanche g6 · Dame blanche sur case noire c5 · Fou blanc sur case noire g5 · Pion blanc sur case noire d4 · Pion blanc sur case blanche e4 · Fou noir sur case blanche g4 · Cavalier blanc sur case noire c3 · Cavalier blanc sur case blanche f3 · Pion blanc sur case blanche a2 · Pion blanc sur case noire b2 · Pion blanc sur case noire f2 · Pion blanc sur case blanche g2 · Pion blanc sur case noire h2 · Tour blanche sur case blanche d1 · Roi blanc sur case noire e1 · Fou blanc sur case blanche f1 · Tour blanche sur case blanche h1 | Tour noire sur case blanche a8 · Dame noire sur case noire d8 · Tour noire sur case noire f8 · Roi noir sur case blanche g8 · Pion noir sur case noire a7 · Pion noir sur case blanche b7 · Pion noir sur case noire e7 · Pion noir sur case blanche f7 · Fou noir sur case noire g7 · Pion noir sur case blanche h7 · Cavalier noir sur case noire b6 · Pion noir sur case blanche c6 · Cavalier noir sur case noire f6 · Pion noir sur case blanche g6 · Dame blanche sur case noire c5 · Fou blanc sur case noire g5 · Pion blanc sur case noire d4 · Pion blanc sur case blanche e4 · Fou noir sur case blanche g4 · Cavalier blanc sur case noire c3 · Cavalier blanc sur case blanche f3 · Pion blanc sur case blanche a2 · Pion blanc sur case noire b2 · Pion blanc sur case noire f2 · Pion blanc sur case blanche g2 · Pion blanc sur case noire h2 · Tour blanche sur case blanche d1 · Roi blanc sur case noire e1 · Fou blanc sur case blanche f1 · Tour blanche sur case blanche h1 | Tour noire sur case blanche a8 · Dame noire sur case noire d8 · Tour noire sur case noire f8 · Roi noir sur case blanche g8 · Pion noir sur case noire a7 · Pion noir sur case blanche b7 · Pion noir sur case noire e7 · Pion noir sur case blanche f7 · Fou noir sur case noire g7 · Pion noir sur case blanche h7 · Cavalier noir sur case noire b6 · Pion noir sur case blanche c6 · Cavalier noir sur case noire f6 · Pion noir sur case blanche g6 · Dame blanche sur case noire c5 · Fou blanc sur case noire g5 · Pion blanc sur case noire d4 · Pion blanc sur case blanche e4 · Fou noir sur case blanche g4 · Cavalier blanc sur case noire c3 · Cavalier blanc sur case blanche f3 · Pion blanc sur case blanche a2 · Pion blanc sur case noire b2 · Pion blanc sur case noire f2 · Pion blanc sur case blanche g2 · Pion blanc sur case noire h2 · Tour blanche sur case blanche d1 · Roi blanc sur case noire e1 · Fou blanc sur case blanche f1 · Tour blanche sur case blanche h1 | Tour noire sur case blanche a8 · Dame noire sur case noire d8 · Tour noire sur case noire f8 · Roi noir sur case blanche g8 · Pion noir sur case noire a7 · Pion noir sur case blanche b7 · Pion noir sur case noire e7 · Pion noir sur case blanche f7 · Fou noir sur case noire g7 · Pion noir sur case blanche h7 · Cavalier noir sur case noire b6 · Pion noir sur case blanche c6 · Cavalier noir sur case noire f6 · Pion noir sur case blanche g6 · Dame blanche sur case noire c5 · Fou blanc sur case noire g5 · Pion blanc sur case noire d4 · Pion blanc sur case blanche e4 · Fou noir sur case blanche g4 · Cavalier blanc sur case noire c3 · Cavalier blanc sur case blanche f3 · Pion blanc sur case blanche a2 · Pion blanc sur case noire b2 · Pion blanc sur case noire f2 · Pion blanc sur case blanche g2 · Pion blanc sur case noire h2 · Tour blanche sur case blanche d1 · Roi blanc sur case noire e1 · Fou blanc sur case blanche f1 · Tour blanche sur case blanche h1 | Tour noire sur case blanche a8 · Dame noire sur case noire d8 · Tour noire sur case noire f8 · Roi noir sur case blanche g8 · Pion noir sur case noire a7 · Pion noir sur case blanche b7 · Pion noir sur case noire e7 · Pion noir sur case blanche f7 · Fou noir sur case noire g7 · Pion noir sur case blanche h7 · Cavalier noir sur case noire b6 · Pion noir sur case blanche c6 · Cavalier noir sur case noire f6 · Pion noir sur case blanche g6 · Dame blanche sur case noire c5 · Fou blanc sur case noire g5 · Pion blanc sur case noire d4 · Pion blanc sur case blanche e4 · Fou noir sur case blanche g4 · Cavalier blanc sur case noire c3 · Cavalier blanc sur case blanche f3 · Pion blanc sur case blanche a2 · Pion blanc sur case noire b2 · Pion blanc sur case noire f2 · Pion blanc sur case blanche g2 · Pion blanc sur case noire h2 · Tour blanche sur case blanche d1 · Roi blanc sur case noire e1 · Fou blanc sur case blanche f1 · Tour blanche sur case blanche h1 | Tour noire sur case blanche a8 · Dame noire sur case noire d8 · Tour noire sur case noire f8 · Roi noir sur case blanche g8 · Pion noir sur case noire a7 · Pion noir sur case blanche b7 · Pion noir sur case noire e7 · Pion noir sur case blanche f7 · Fou noir sur case noire g7 · Pion noir sur case blanche h7 · Cavalier noir sur case noire b6 · Pion noir sur case blanche c6 · Cavalier noir sur case noire f6 · Pion noir sur case blanche g6 · Dame blanche sur case noire c5 · Fou blanc sur case noire g5 · Pion blanc sur case noire d4 · Pion blanc sur case blanche e4 · Fou noir sur case blanche g4 · Cavalier blanc sur case noire c3 · Cavalier blanc sur case blanche f3 · Pion blanc sur case blanche a2 · Pion blanc sur case noire b2 · Pion blanc sur case noire f2 · Pion blanc sur case blanche g2 · Pion blanc sur case noire h2 · Tour blanche sur case blanche d1 · Roi blanc sur case noire e1 · Fou blanc sur case blanche f1 · Tour blanche sur case blanche h1 | Tour noire sur case blanche a8 · Dame noire sur case noire d8 · Tour noire sur case noire f8 · Roi noir sur case blanche g8 · Pion noir sur case noire a7 · Pion noir sur case blanche b7 · Pion noir sur case noire e7 · Pion noir sur case blanche f7 · Fou noir sur case noire g7 · Pion noir sur case blanche h7 · Cavalier noir sur case noire b6 · Pion noir sur case blanche c6 · Cavalier noir sur case noire f6 · Pion noir sur case blanche g6 · Dame blanche sur case noire c5 · Fou blanc sur case noire g5 · Pion blanc sur case noire d4 · Pion blanc sur case blanche e4 · Fou noir sur case blanche g4 · Cavalier blanc sur case noire c3 · Cavalier blanc sur case blanche f3 · Pion blanc sur case blanche a2 · Pion blanc sur case noire b2 · Pion blanc sur case noire f2 · Pion blanc sur case blanche g2 · Pion blanc sur case noire h2 · Tour blanche sur case blanche d1 · Roi blanc sur case noire e1 · Fou blanc sur case blanche f1 · Tour blanche sur case blanche h1 | Tour noire sur case blanche a8 · Dame noire sur case noire d8 · Tour noire sur case noire f8 · Roi noir sur case blanche g8 · Pion noir sur case noire a7 · Pion noir sur case blanche b7 · Pion noir sur case noire e7 · Pion noir sur case blanche f7 · Fou noir sur case noire g7 · Pion noir sur case blanche h7 · Cavalier noir sur case noire b6 · Pion noir sur case blanche c6 · Cavalier noir sur case noire f6 · Pion noir sur case blanche g6 · Dame blanche sur case noire c5 · Fou blanc sur case noire g5 · Pion blanc sur case noire d4 · Pion blanc sur case blanche e4 · Fou noir sur case blanche g4 · Cavalier blanc sur case noire c3 · Cavalier blanc sur case blanche f3 · Pion blanc sur case blanche a2 · Pion blanc sur case noire b2 · Pion blanc sur case noire f2 · Pion blanc sur case blanche g2 · Pion blanc sur case noire h2 · Tour blanche sur case blanche d1 · Roi blanc sur case noire e1 · Fou blanc sur case blanche f1 · Tour blanche sur case blanche h1 | 4 |
| 3 | Tour noire sur case blanche a8 · Dame noire sur case noire d8 · Tour noire sur case noire f8 · Roi noir sur case blanche g8 · Pion noir sur case noire a7 · Pion noir sur case blanche b7 · Pion noir sur case noire e7 · Pion noir sur case blanche f7 · Fou noir sur case noire g7 · Pion noir sur case blanche h7 · Cavalier noir sur case noire b6 · Pion noir sur case blanche c6 · Cavalier noir sur case noire f6 · Pion noir sur case blanche g6 · Dame blanche sur case noire c5 · Fou blanc sur case noire g5 · Pion blanc sur case noire d4 · Pion blanc sur case blanche e4 · Fou noir sur case blanche g4 · Cavalier blanc sur case noire c3 · Cavalier blanc sur case blanche f3 · Pion blanc sur case blanche a2 · Pion blanc sur case noire b2 · Pion blanc sur case noire f2 · Pion blanc sur case blanche g2 · Pion blanc sur case noire h2 · Tour blanche sur case blanche d1 · Roi blanc sur case noire e1 · Fou blanc sur case blanche f1 · Tour blanche sur case blanche h1 | Tour noire sur case blanche a8 · Dame noire sur case noire d8 · Tour noire sur case noire f8 · Roi noir sur case blanche g8 · Pion noir sur case noire a7 · Pion noir sur case blanche b7 · Pion noir sur case noire e7 · Pion noir sur case blanche f7 · Fou noir sur case noire g7 · Pion noir sur case blanche h7 · Cavalier noir sur case noire b6 · Pion noir sur case blanche c6 · Cavalier noir sur case noire f6 · Pion noir sur case blanche g6 · Dame blanche sur case noire c5 · Fou blanc sur case noire g5 · Pion blanc sur case noire d4 · Pion blanc sur case blanche e4 · Fou noir sur case blanche g4 · Cavalier blanc sur case noire c3 · Cavalier blanc sur case blanche f3 · Pion blanc sur case blanche a2 · Pion blanc sur case noire b2 · Pion blanc sur case noire f2 · Pion blanc sur case blanche g2 · Pion blanc sur case noire h2 · Tour blanche sur case blanche d1 · Roi blanc sur case noire e1 · Fou blanc sur case blanche f1 · Tour blanche sur case blanche h1 | Tour noire sur case blanche a8 · Dame noire sur case noire d8 · Tour noire sur case noire f8 · Roi noir sur case blanche g8 · Pion noir sur case noire a7 · Pion noir sur case blanche b7 · Pion noir sur case noire e7 · Pion noir sur case blanche f7 · Fou noir sur case noire g7 · Pion noir sur case blanche h7 · Cavalier noir sur case noire b6 · Pion noir sur case blanche c6 · Cavalier noir sur case noire f6 · Pion noir sur case blanche g6 · Dame blanche sur case noire c5 · Fou blanc sur case noire g5 · Pion blanc sur case noire d4 · Pion blanc sur case blanche e4 · Fou noir sur case blanche g4 · Cavalier blanc sur case noire c3 · Cavalier blanc sur case blanche f3 · Pion blanc sur case blanche a2 · Pion blanc sur case noire b2 · Pion blanc sur case noire f2 · Pion blanc sur case blanche g2 · Pion blanc sur case noire h2 · Tour blanche sur case blanche d1 · Roi blanc sur case noire e1 · Fou blanc sur case blanche f1 · Tour blanche sur case blanche h1 | Tour noire sur case blanche a8 · Dame noire sur case noire d8 · Tour noire sur case noire f8 · Roi noir sur case blanche g8 · Pion noir sur case noire a7 · Pion noir sur case blanche b7 · Pion noir sur case noire e7 · Pion noir sur case blanche f7 · Fou noir sur case noire g7 · Pion noir sur case blanche h7 · Cavalier noir sur case noire b6 · Pion noir sur case blanche c6 · Cavalier noir sur case noire f6 · Pion noir sur case blanche g6 · Dame blanche sur case noire c5 · Fou blanc sur case noire g5 · Pion blanc sur case noire d4 · Pion blanc sur case blanche e4 · Fou noir sur case blanche g4 · Cavalier blanc sur case noire c3 · Cavalier blanc sur case blanche f3 · Pion blanc sur case blanche a2 · Pion blanc sur case noire b2 · Pion blanc sur case noire f2 · Pion blanc sur case blanche g2 · Pion blanc sur case noire h2 · Tour blanche sur case blanche d1 · Roi blanc sur case noire e1 · Fou blanc sur case blanche f1 · Tour blanche sur case blanche h1 | Tour noire sur case blanche a8 · Dame noire sur case noire d8 · Tour noire sur case noire f8 · Roi noir sur case blanche g8 · Pion noir sur case noire a7 · Pion noir sur case blanche b7 · Pion noir sur case noire e7 · Pion noir sur case blanche f7 · Fou noir sur case noire g7 · Pion noir sur case blanche h7 · Cavalier noir sur case noire b6 · Pion noir sur case blanche c6 · Cavalier noir sur case noire f6 · Pion noir sur case blanche g6 · Dame blanche sur case noire c5 · Fou blanc sur case noire g5 · Pion blanc sur case noire d4 · Pion blanc sur case blanche e4 · Fou noir sur case blanche g4 · Cavalier blanc sur case noire c3 · Cavalier blanc sur case blanche f3 · Pion blanc sur case blanche a2 · Pion blanc sur case noire b2 · Pion blanc sur case noire f2 · Pion blanc sur case blanche g2 · Pion blanc sur case noire h2 · Tour blanche sur case blanche d1 · Roi blanc sur case noire e1 · Fou blanc sur case blanche f1 · Tour blanche sur case blanche h1 | Tour noire sur case blanche a8 · Dame noire sur case noire d8 · Tour noire sur case noire f8 · Roi noir sur case blanche g8 · Pion noir sur case noire a7 · Pion noir sur case blanche b7 · Pion noir sur case noire e7 · Pion noir sur case blanche f7 · Fou noir sur case noire g7 · Pion noir sur case blanche h7 · Cavalier noir sur case noire b6 · Pion noir sur case blanche c6 · Cavalier noir sur case noire f6 · Pion noir sur case blanche g6 · Dame blanche sur case noire c5 · Fou blanc sur case noire g5 · Pion blanc sur case noire d4 · Pion blanc sur case blanche e4 · Fou noir sur case blanche g4 · Cavalier blanc sur case noire c3 · Cavalier blanc sur case blanche f3 · Pion blanc sur case blanche a2 · Pion blanc sur case noire b2 · Pion blanc sur case noire f2 · Pion blanc sur case blanche g2 · Pion blanc sur case noire h2 · Tour blanche sur case blanche d1 · Roi blanc sur case noire e1 · Fou blanc sur case blanche f1 · Tour blanche sur case blanche h1 | Tour noire sur case blanche a8 · Dame noire sur case noire d8 · Tour noire sur case noire f8 · Roi noir sur case blanche g8 · Pion noir sur case noire a7 · Pion noir sur case blanche b7 · Pion noir sur case noire e7 · Pion noir sur case blanche f7 · Fou noir sur case noire g7 · Pion noir sur case blanche h7 · Cavalier noir sur case noire b6 · Pion noir sur case blanche c6 · Cavalier noir sur case noire f6 · Pion noir sur case blanche g6 · Dame blanche sur case noire c5 · Fou blanc sur case noire g5 · Pion blanc sur case noire d4 · Pion blanc sur case blanche e4 · Fou noir sur case blanche g4 · Cavalier blanc sur case noire c3 · Cavalier blanc sur case blanche f3 · Pion blanc sur case blanche a2 · Pion blanc sur case noire b2 · Pion blanc sur case noire f2 · Pion blanc sur case blanche g2 · Pion blanc sur case noire h2 · Tour blanche sur case blanche d1 · Roi blanc sur case noire e1 · Fou blanc sur case blanche f1 · Tour blanche sur case blanche h1 | Tour noire sur case blanche a8 · Dame noire sur case noire d8 · Tour noire sur case noire f8 · Roi noir sur case blanche g8 · Pion noir sur case noire a7 · Pion noir sur case blanche b7 · Pion noir sur case noire e7 · Pion noir sur case blanche f7 · Fou noir sur case noire g7 · Pion noir sur case blanche h7 · Cavalier noir sur case noire b6 · Pion noir sur case blanche c6 · Cavalier noir sur case noire f6 · Pion noir sur case blanche g6 · Dame blanche sur case noire c5 · Fou blanc sur case noire g5 · Pion blanc sur case noire d4 · Pion blanc sur case blanche e4 · Fou noir sur case blanche g4 · Cavalier blanc sur case noire c3 · Cavalier blanc sur case blanche f3 · Pion blanc sur case blanche a2 · Pion blanc sur case noire b2 · Pion blanc sur case noire f2 · Pion blanc sur case blanche g2 · Pion blanc sur case noire h2 · Tour blanche sur case blanche d1 · Roi blanc sur case noire e1 · Fou blanc sur case blanche f1 · Tour blanche sur case blanche h1 | 3 |
| 2 | Tour noire sur case blanche a8 · Dame noire sur case noire d8 · Tour noire sur case noire f8 · Roi noir sur case blanche g8 · Pion noir sur case noire a7 · Pion noir sur case blanche b7 · Pion noir sur case noire e7 · Pion noir sur case blanche f7 · Fou noir sur case noire g7 · Pion noir sur case blanche h7 · Cavalier noir sur case noire b6 · Pion noir sur case blanche c6 · Cavalier noir sur case noire f6 · Pion noir sur case blanche g6 · Dame blanche sur case noire c5 · Fou blanc sur case noire g5 · Pion blanc sur case noire d4 · Pion blanc sur case blanche e4 · Fou noir sur case blanche g4 · Cavalier blanc sur case noire c3 · Cavalier blanc sur case blanche f3 · Pion blanc sur case blanche a2 · Pion blanc sur case noire b2 · Pion blanc sur case noire f2 · Pion blanc sur case blanche g2 · Pion blanc sur case noire h2 · Tour blanche sur case blanche d1 · Roi blanc sur case noire e1 · Fou blanc sur case blanche f1 · Tour blanche sur case blanche h1 | Tour noire sur case blanche a8 · Dame noire sur case noire d8 · Tour noire sur case noire f8 · Roi noir sur case blanche g8 · Pion noir sur case noire a7 · Pion noir sur case blanche b7 · Pion noir sur case noire e7 · Pion noir sur case blanche f7 · Fou noir sur case noire g7 · Pion noir sur case blanche h7 · Cavalier noir sur case noire b6 · Pion noir sur case blanche c6 · Cavalier noir sur case noire f6 · Pion noir sur case blanche g6 · Dame blanche sur case noire c5 · Fou blanc sur case noire g5 · Pion blanc sur case noire d4 · Pion blanc sur case blanche e4 · Fou noir sur case blanche g4 · Cavalier blanc sur case noire c3 · Cavalier blanc sur case blanche f3 · Pion blanc sur case blanche a2 · Pion blanc sur case noire b2 · Pion blanc sur case noire f2 · Pion blanc sur case blanche g2 · Pion blanc sur case noire h2 · Tour blanche sur case blanche d1 · Roi blanc sur case noire e1 · Fou blanc sur case blanche f1 · Tour blanche sur case blanche h1 | Tour noire sur case blanche a8 · Dame noire sur case noire d8 · Tour noire sur case noire f8 · Roi noir sur case blanche g8 · Pion noir sur case noire a7 · Pion noir sur case blanche b7 · Pion noir sur case noire e7 · Pion noir sur case blanche f7 · Fou noir sur case noire g7 · Pion noir sur case blanche h7 · Cavalier noir sur case noire b6 · Pion noir sur case blanche c6 · Cavalier noir sur case noire f6 · Pion noir sur case blanche g6 · Dame blanche sur case noire c5 · Fou blanc sur case noire g5 · Pion blanc sur case noire d4 · Pion blanc sur case blanche e4 · Fou noir sur case blanche g4 · Cavalier blanc sur case noire c3 · Cavalier blanc sur case blanche f3 · Pion blanc sur case blanche a2 · Pion blanc sur case noire b2 · Pion blanc sur case noire f2 · Pion blanc sur case blanche g2 · Pion blanc sur case noire h2 · Tour blanche sur case blanche d1 · Roi blanc sur case noire e1 · Fou blanc sur case blanche f1 · Tour blanche sur case blanche h1 | Tour noire sur case blanche a8 · Dame noire sur case noire d8 · Tour noire sur case noire f8 · Roi noir sur case blanche g8 · Pion noir sur case noire a7 · Pion noir sur case blanche b7 · Pion noir sur case noire e7 · Pion noir sur case blanche f7 · Fou noir sur case noire g7 · Pion noir sur case blanche h7 · Cavalier noir sur case noire b6 · Pion noir sur case blanche c6 · Cavalier noir sur case noire f6 · Pion noir sur case blanche g6 · Dame blanche sur case noire c5 · Fou blanc sur case noire g5 · Pion blanc sur case noire d4 · Pion blanc sur case blanche e4 · Fou noir sur case blanche g4 · Cavalier blanc sur case noire c3 · Cavalier blanc sur case blanche f3 · Pion blanc sur case blanche a2 · Pion blanc sur case noire b2 · Pion blanc sur case noire f2 · Pion blanc sur case blanche g2 · Pion blanc sur case noire h2 · Tour blanche sur case blanche d1 · Roi blanc sur case noire e1 · Fou blanc sur case blanche f1 · Tour blanche sur case blanche h1 | Tour noire sur case blanche a8 · Dame noire sur case noire d8 · Tour noire sur case noire f8 · Roi noir sur case blanche g8 · Pion noir sur case noire a7 · Pion noir sur case blanche b7 · Pion noir sur case noire e7 · Pion noir sur case blanche f7 · Fou noir sur case noire g7 · Pion noir sur case blanche h7 · Cavalier noir sur case noire b6 · Pion noir sur case blanche c6 · Cavalier noir sur case noire f6 · Pion noir sur case blanche g6 · Dame blanche sur case noire c5 · Fou blanc sur case noire g5 · Pion blanc sur case noire d4 · Pion blanc sur case blanche e4 · Fou noir sur case blanche g4 · Cavalier blanc sur case noire c3 · Cavalier blanc sur case blanche f3 · Pion blanc sur case blanche a2 · Pion blanc sur case noire b2 · Pion blanc sur case noire f2 · Pion blanc sur case blanche g2 · Pion blanc sur case noire h2 · Tour blanche sur case blanche d1 · Roi blanc sur case noire e1 · Fou blanc sur case blanche f1 · Tour blanche sur case blanche h1 | Tour noire sur case blanche a8 · Dame noire sur case noire d8 · Tour noire sur case noire f8 · Roi noir sur case blanche g8 · Pion noir sur case noire a7 · Pion noir sur case blanche b7 · Pion noir sur case noire e7 · Pion noir sur case blanche f7 · Fou noir sur case noire g7 · Pion noir sur case blanche h7 · Cavalier noir sur case noire b6 · Pion noir sur case blanche c6 · Cavalier noir sur case noire f6 · Pion noir sur case blanche g6 · Dame blanche sur case noire c5 · Fou blanc sur case noire g5 · Pion blanc sur case noire d4 · Pion blanc sur case blanche e4 · Fou noir sur case blanche g4 · Cavalier blanc sur case noire c3 · Cavalier blanc sur case blanche f3 · Pion blanc sur case blanche a2 · Pion blanc sur case noire b2 · Pion blanc sur case noire f2 · Pion blanc sur case blanche g2 · Pion blanc sur case noire h2 · Tour blanche sur case blanche d1 · Roi blanc sur case noire e1 · Fou blanc sur case blanche f1 · Tour blanche sur case blanche h1 | Tour noire sur case blanche a8 · Dame noire sur case noire d8 · Tour noire sur case noire f8 · Roi noir sur case blanche g8 · Pion noir sur case noire a7 · Pion noir sur case blanche b7 · Pion noir sur case noire e7 · Pion noir sur case blanche f7 · Fou noir sur case noire g7 · Pion noir sur case blanche h7 · Cavalier noir sur case noire b6 · Pion noir sur case blanche c6 · Cavalier noir sur case noire f6 · Pion noir sur case blanche g6 · Dame blanche sur case noire c5 · Fou blanc sur case noire g5 · Pion blanc sur case noire d4 · Pion blanc sur case blanche e4 · Fou noir sur case blanche g4 · Cavalier blanc sur case noire c3 · Cavalier blanc sur case blanche f3 · Pion blanc sur case blanche a2 · Pion blanc sur case noire b2 · Pion blanc sur case noire f2 · Pion blanc sur case blanche g2 · Pion blanc sur case noire h2 · Tour blanche sur case blanche d1 · Roi blanc sur case noire e1 · Fou blanc sur case blanche f1 · Tour blanche sur case blanche h1 | Tour noire sur case blanche a8 · Dame noire sur case noire d8 · Tour noire sur case noire f8 · Roi noir sur case blanche g8 · Pion noir sur case noire a7 · Pion noir sur case blanche b7 · Pion noir sur case noire e7 · Pion noir sur case blanche f7 · Fou noir sur case noire g7 · Pion noir sur case blanche h7 · Cavalier noir sur case noire b6 · Pion noir sur case blanche c6 · Cavalier noir sur case noire f6 · Pion noir sur case blanche g6 · Dame blanche sur case noire c5 · Fou blanc sur case noire g5 · Pion blanc sur case noire d4 · Pion blanc sur case blanche e4 · Fou noir sur case blanche g4 · Cavalier blanc sur case noire c3 · Cavalier blanc sur case blanche f3 · Pion blanc sur case blanche a2 · Pion blanc sur case noire b2 · Pion blanc sur case noire f2 · Pion blanc sur case blanche g2 · Pion blanc sur case noire h2 · Tour blanche sur case blanche d1 · Roi blanc sur case noire e1 · Fou blanc sur case blanche f1 · Tour blanche sur case blanche h1 | 2 |
| 1 | Tour noire sur case blanche a8 · Dame noire sur case noire d8 · Tour noire sur case noire f8 · Roi noir sur case blanche g8 · Pion noir sur case noire a7 · Pion noir sur case blanche b7 · Pion noir sur case noire e7 · Pion noir sur case blanche f7 · Fou noir sur case noire g7 · Pion noir sur case blanche h7 · Cavalier noir sur case noire b6 · Pion noir sur case blanche c6 · Cavalier noir sur case noire f6 · Pion noir sur case blanche g6 · Dame blanche sur case noire c5 · Fou blanc sur case noire g5 · Pion blanc sur case noire d4 · Pion blanc sur case blanche e4 · Fou noir sur case blanche g4 · Cavalier blanc sur case noire c3 · Cavalier blanc sur case blanche f3 · Pion blanc sur case blanche a2 · Pion blanc sur case noire b2 · Pion blanc sur case noire f2 · Pion blanc sur case blanche g2 · Pion blanc sur case noire h2 · Tour blanche sur case blanche d1 · Roi blanc sur case noire e1 · Fou blanc sur case blanche f1 · Tour blanche sur case blanche h1 | Tour noire sur case blanche a8 · Dame noire sur case noire d8 · Tour noire sur case noire f8 · Roi noir sur case blanche g8 · Pion noir sur case noire a7 · Pion noir sur case blanche b7 · Pion noir sur case noire e7 · Pion noir sur case blanche f7 · Fou noir sur case noire g7 · Pion noir sur case blanche h7 · Cavalier noir sur case noire b6 · Pion noir sur case blanche c6 · Cavalier noir sur case noire f6 · Pion noir sur case blanche g6 · Dame blanche sur case noire c5 · Fou blanc sur case noire g5 · Pion blanc sur case noire d4 · Pion blanc sur case blanche e4 · Fou noir sur case blanche g4 · Cavalier blanc sur case noire c3 · Cavalier blanc sur case blanche f3 · Pion blanc sur case blanche a2 · Pion blanc sur case noire b2 · Pion blanc sur case noire f2 · Pion blanc sur case blanche g2 · Pion blanc sur case noire h2 · Tour blanche sur case blanche d1 · Roi blanc sur case noire e1 · Fou blanc sur case blanche f1 · Tour blanche sur case blanche h1 | Tour noire sur case blanche a8 · Dame noire sur case noire d8 · Tour noire sur case noire f8 · Roi noir sur case blanche g8 · Pion noir sur case noire a7 · Pion noir sur case blanche b7 · Pion noir sur case noire e7 · Pion noir sur case blanche f7 · Fou noir sur case noire g7 · Pion noir sur case blanche h7 · Cavalier noir sur case noire b6 · Pion noir sur case blanche c6 · Cavalier noir sur case noire f6 · Pion noir sur case blanche g6 · Dame blanche sur case noire c5 · Fou blanc sur case noire g5 · Pion blanc sur case noire d4 · Pion blanc sur case blanche e4 · Fou noir sur case blanche g4 · Cavalier blanc sur case noire c3 · Cavalier blanc sur case blanche f3 · Pion blanc sur case blanche a2 · Pion blanc sur case noire b2 · Pion blanc sur case noire f2 · Pion blanc sur case blanche g2 · Pion blanc sur case noire h2 · Tour blanche sur case blanche d1 · Roi blanc sur case noire e1 · Fou blanc sur case blanche f1 · Tour blanche sur case blanche h1 | Tour noire sur case blanche a8 · Dame noire sur case noire d8 · Tour noire sur case noire f8 · Roi noir sur case blanche g8 · Pion noir sur case noire a7 · Pion noir sur case blanche b7 · Pion noir sur case noire e7 · Pion noir sur case blanche f7 · Fou noir sur case noire g7 · Pion noir sur case blanche h7 · Cavalier noir sur case noire b6 · Pion noir sur case blanche c6 · Cavalier noir sur case noire f6 · Pion noir sur case blanche g6 · Dame blanche sur case noire c5 · Fou blanc sur case noire g5 · Pion blanc sur case noire d4 · Pion blanc sur case blanche e4 · Fou noir sur case blanche g4 · Cavalier blanc sur case noire c3 · Cavalier blanc sur case blanche f3 · Pion blanc sur case blanche a2 · Pion blanc sur case noire b2 · Pion blanc sur case noire f2 · Pion blanc sur case blanche g2 · Pion blanc sur case noire h2 · Tour blanche sur case blanche d1 · Roi blanc sur case noire e1 · Fou blanc sur case blanche f1 · Tour blanche sur case blanche h1 | Tour noire sur case blanche a8 · Dame noire sur case noire d8 · Tour noire sur case noire f8 · Roi noir sur case blanche g8 · Pion noir sur case noire a7 · Pion noir sur case blanche b7 · Pion noir sur case noire e7 · Pion noir sur case blanche f7 · Fou noir sur case noire g7 · Pion noir sur case blanche h7 · Cavalier noir sur case noire b6 · Pion noir sur case blanche c6 · Cavalier noir sur case noire f6 · Pion noir sur case blanche g6 · Dame blanche sur case noire c5 · Fou blanc sur case noire g5 · Pion blanc sur case noire d4 · Pion blanc sur case blanche e4 · Fou noir sur case blanche g4 · Cavalier blanc sur case noire c3 · Cavalier blanc sur case blanche f3 · Pion blanc sur case blanche a2 · Pion blanc sur case noire b2 · Pion blanc sur case noire f2 · Pion blanc sur case blanche g2 · Pion blanc sur case noire h2 · Tour blanche sur case blanche d1 · Roi blanc sur case noire e1 · Fou blanc sur case blanche f1 · Tour blanche sur case blanche h1 | Tour noire sur case blanche a8 · Dame noire sur case noire d8 · Tour noire sur case noire f8 · Roi noir sur case blanche g8 · Pion noir sur case noire a7 · Pion noir sur case blanche b7 · Pion noir sur case noire e7 · Pion noir sur case blanche f7 · Fou noir sur case noire g7 · Pion noir sur case blanche h7 · Cavalier noir sur case noire b6 · Pion noir sur case blanche c6 · Cavalier noir sur case noire f6 · Pion noir sur case blanche g6 · Dame blanche sur case noire c5 · Fou blanc sur case noire g5 · Pion blanc sur case noire d4 · Pion blanc sur case blanche e4 · Fou noir sur case blanche g4 · Cavalier blanc sur case noire c3 · Cavalier blanc sur case blanche f3 · Pion blanc sur case blanche a2 · Pion blanc sur case noire b2 · Pion blanc sur case noire f2 · Pion blanc sur case blanche g2 · Pion blanc sur case noire h2 · Tour blanche sur case blanche d1 · Roi blanc sur case noire e1 · Fou blanc sur case blanche f1 · Tour blanche sur case blanche h1 | Tour noire sur case blanche a8 · Dame noire sur case noire d8 · Tour noire sur case noire f8 · Roi noir sur case blanche g8 · Pion noir sur case noire a7 · Pion noir sur case blanche b7 · Pion noir sur case noire e7 · Pion noir sur case blanche f7 · Fou noir sur case noire g7 · Pion noir sur case blanche h7 · Cavalier noir sur case noire b6 · Pion noir sur case blanche c6 · Cavalier noir sur case noire f6 · Pion noir sur case blanche g6 · Dame blanche sur case noire c5 · Fou blanc sur case noire g5 · Pion blanc sur case noire d4 · Pion blanc sur case blanche e4 · Fou noir sur case blanche g4 · Cavalier blanc sur case noire c3 · Cavalier blanc sur case blanche f3 · Pion blanc sur case blanche a2 · Pion blanc sur case noire b2 · Pion blanc sur case noire f2 · Pion blanc sur case blanche g2 · Pion blanc sur case noire h2 · Tour blanche sur case blanche d1 · Roi blanc sur case noire e1 · Fou blanc sur case blanche f1 · Tour blanche sur case blanche h1 | Tour noire sur case blanche a8 · Dame noire sur case noire d8 · Tour noire sur case noire f8 · Roi noir sur case blanche g8 · Pion noir sur case noire a7 · Pion noir sur case blanche b7 · Pion noir sur case noire e7 · Pion noir sur case blanche f7 · Fou noir sur case noire g7 · Pion noir sur case blanche h7 · Cavalier noir sur case noire b6 · Pion noir sur case blanche c6 · Cavalier noir sur case noire f6 · Pion noir sur case blanche g6 · Dame blanche sur case noire c5 · Fou blanc sur case noire g5 · Pion blanc sur case noire d4 · Pion blanc sur case blanche e4 · Fou noir sur case blanche g4 · Cavalier blanc sur case noire c3 · Cavalier blanc sur case blanche f3 · Pion blanc sur case blanche a2 · Pion blanc sur case noire b2 · Pion blanc sur case noire f2 · Pion blanc sur case blanche g2 · Pion blanc sur case noire h2 · Tour blanche sur case blanche d1 · Roi blanc sur case noire e1 · Fou blanc sur case blanche f1 · Tour blanche sur case blanche h1 | 1 |
|   | a | b | c | d | e | f | g | h |   |

Ce coup est le prélude à une magnifique combinaison du jeune Fischer. Si Byrne avait su ce qui se préparait, il aurait continué par Fe2 et 0-0.
11. ... Ca4!! 12. Da3
Si 12. Cxa4, alors 12. ... Cxe4 13. Dc1 Da5+ 14. Cc3 Fxf3, suivi de Cxg5. Il y a gain d'un pion et avantage de position pour les Noirs.
12. ... Cxc3 13. bxc3 Cxe4! 14. Fxe7 Db6 15. Fc4 Cxc3! 16. Fc5
Les Blancs veulent gagner un temps, tout en mettant en sécurité leur fou.
16. ... Tfe8+ 17. Rf1  (diagramme)
|   | a | b | c | d | e | f | g | h |   |
| 8 | Tour noire sur case blanche a8 · Tour noire sur case blanche e8 · Roi noir sur case blanche g8 · Pion noir sur case noire a7 · Pion noir sur case blanche b7 · Pion noir sur case blanche f7 · Fou noir sur case noire g7 · Pion noir sur case blanche h7 · Dame noire sur case noire b6 · Pion noir sur case blanche c6 · Pion noir sur case blanche g6 · Fou blanc sur case noire c5 · Fou blanc sur case blanche c4 · Pion blanc sur case noire d4 · Fou noir sur case blanche g4 · Dame blanche sur case noire a3 · Cavalier noir sur case noire c3 · Cavalier blanc sur case blanche f3 · Pion blanc sur case blanche a2 · Pion blanc sur case noire f2 · Pion blanc sur case blanche g2 · Pion blanc sur case noire h2 · Tour blanche sur case blanche d1 · Roi blanc sur case blanche f1 · Tour blanche sur case blanche h1 | Tour noire sur case blanche a8 · Tour noire sur case blanche e8 · Roi noir sur case blanche g8 · Pion noir sur case noire a7 · Pion noir sur case blanche b7 · Pion noir sur case blanche f7 · Fou noir sur case noire g7 · Pion noir sur case blanche h7 · Dame noire sur case noire b6 · Pion noir sur case blanche c6 · Pion noir sur case blanche g6 · Fou blanc sur case noire c5 · Fou blanc sur case blanche c4 · Pion blanc sur case noire d4 · Fou noir sur case blanche g4 · Dame blanche sur case noire a3 · Cavalier noir sur case noire c3 · Cavalier blanc sur case blanche f3 · Pion blanc sur case blanche a2 · Pion blanc sur case noire f2 · Pion blanc sur case blanche g2 · Pion blanc sur case noire h2 · Tour blanche sur case blanche d1 · Roi blanc sur case blanche f1 · Tour blanche sur case blanche h1 | Tour noire sur case blanche a8 · Tour noire sur case blanche e8 · Roi noir sur case blanche g8 · Pion noir sur case noire a7 · Pion noir sur case blanche b7 · Pion noir sur case blanche f7 · Fou noir sur case noire g7 · Pion noir sur case blanche h7 · Dame noire sur case noire b6 · Pion noir sur case blanche c6 · Pion noir sur case blanche g6 · Fou blanc sur case noire c5 · Fou blanc sur case blanche c4 · Pion blanc sur case noire d4 · Fou noir sur case blanche g4 · Dame blanche sur case noire a3 · Cavalier noir sur case noire c3 · Cavalier blanc sur case blanche f3 · Pion blanc sur case blanche a2 · Pion blanc sur case noire f2 · Pion blanc sur case blanche g2 · Pion blanc sur case noire h2 · Tour blanche sur case blanche d1 · Roi blanc sur case blanche f1 · Tour blanche sur case blanche h1 | Tour noire sur case blanche a8 · Tour noire sur case blanche e8 · Roi noir sur case blanche g8 · Pion noir sur case noire a7 · Pion noir sur case blanche b7 · Pion noir sur case blanche f7 · Fou noir sur case noire g7 · Pion noir sur case blanche h7 · Dame noire sur case noire b6 · Pion noir sur case blanche c6 · Pion noir sur case blanche g6 · Fou blanc sur case noire c5 · Fou blanc sur case blanche c4 · Pion blanc sur case noire d4 · Fou noir sur case blanche g4 · Dame blanche sur case noire a3 · Cavalier noir sur case noire c3 · Cavalier blanc sur case blanche f3 · Pion blanc sur case blanche a2 · Pion blanc sur case noire f2 · Pion blanc sur case blanche g2 · Pion blanc sur case noire h2 · Tour blanche sur case blanche d1 · Roi blanc sur case blanche f1 · Tour blanche sur case blanche h1 | Tour noire sur case blanche a8 · Tour noire sur case blanche e8 · Roi noir sur case blanche g8 · Pion noir sur case noire a7 · Pion noir sur case blanche b7 · Pion noir sur case blanche f7 · Fou noir sur case noire g7 · Pion noir sur case blanche h7 · Dame noire sur case noire b6 · Pion noir sur case blanche c6 · Pion noir sur case blanche g6 · Fou blanc sur case noire c5 · Fou blanc sur case blanche c4 · Pion blanc sur case noire d4 · Fou noir sur case blanche g4 · Dame blanche sur case noire a3 · Cavalier noir sur case noire c3 · Cavalier blanc sur case blanche f3 · Pion blanc sur case blanche a2 · Pion blanc sur case noire f2 · Pion blanc sur case blanche g2 · Pion blanc sur case noire h2 · Tour blanche sur case blanche d1 · Roi blanc sur case blanche f1 · Tour blanche sur case blanche h1 | Tour noire sur case blanche a8 · Tour noire sur case blanche e8 · Roi noir sur case blanche g8 · Pion noir sur case noire a7 · Pion noir sur case blanche b7 · Pion noir sur case blanche f7 · Fou noir sur case noire g7 · Pion noir sur case blanche h7 · Dame noire sur case noire b6 · Pion noir sur case blanche c6 · Pion noir sur case blanche g6 · Fou blanc sur case noire c5 · Fou blanc sur case blanche c4 · Pion blanc sur case noire d4 · Fou noir sur case blanche g4 · Dame blanche sur case noire a3 · Cavalier noir sur case noire c3 · Cavalier blanc sur case blanche f3 · Pion blanc sur case blanche a2 · Pion blanc sur case noire f2 · Pion blanc sur case blanche g2 · Pion blanc sur case noire h2 · Tour blanche sur case blanche d1 · Roi blanc sur case blanche f1 · Tour blanche sur case blanche h1 | Tour noire sur case blanche a8 · Tour noire sur case blanche e8 · Roi noir sur case blanche g8 · Pion noir sur case noire a7 · Pion noir sur case blanche b7 · Pion noir sur case blanche f7 · Fou noir sur case noire g7 · Pion noir sur case blanche h7 · Dame noire sur case noire b6 · Pion noir sur case blanche c6 · Pion noir sur case blanche g6 · Fou blanc sur case noire c5 · Fou blanc sur case blanche c4 · Pion blanc sur case noire d4 · Fou noir sur case blanche g4 · Dame blanche sur case noire a3 · Cavalier noir sur case noire c3 · Cavalier blanc sur case blanche f3 · Pion blanc sur case blanche a2 · Pion blanc sur case noire f2 · Pion blanc sur case blanche g2 · Pion blanc sur case noire h2 · Tour blanche sur case blanche d1 · Roi blanc sur case blanche f1 · Tour blanche sur case blanche h1 | Tour noire sur case blanche a8 · Tour noire sur case blanche e8 · Roi noir sur case blanche g8 · Pion noir sur case noire a7 · Pion noir sur case blanche b7 · Pion noir sur case blanche f7 · Fou noir sur case noire g7 · Pion noir sur case blanche h7 · Dame noire sur case noire b6 · Pion noir sur case blanche c6 · Pion noir sur case blanche g6 · Fou blanc sur case noire c5 · Fou blanc sur case blanche c4 · Pion blanc sur case noire d4 · Fou noir sur case blanche g4 · Dame blanche sur case noire a3 · Cavalier noir sur case noire c3 · Cavalier blanc sur case blanche f3 · Pion blanc sur case blanche a2 · Pion blanc sur case noire f2 · Pion blanc sur case blanche g2 · Pion blanc sur case noire h2 · Tour blanche sur case blanche d1 · Roi blanc sur case blanche f1 · Tour blanche sur case blanche h1 | 8 |
| 7 | Tour noire sur case blanche a8 · Tour noire sur case blanche e8 · Roi noir sur case blanche g8 · Pion noir sur case noire a7 · Pion noir sur case blanche b7 · Pion noir sur case blanche f7 · Fou noir sur case noire g7 · Pion noir sur case blanche h7 · Dame noire sur case noire b6 · Pion noir sur case blanche c6 · Pion noir sur case blanche g6 · Fou blanc sur case noire c5 · Fou blanc sur case blanche c4 · Pion blanc sur case noire d4 · Fou noir sur case blanche g4 · Dame blanche sur case noire a3 · Cavalier noir sur case noire c3 · Cavalier blanc sur case blanche f3 · Pion blanc sur case blanche a2 · Pion blanc sur case noire f2 · Pion blanc sur case blanche g2 · Pion blanc sur case noire h2 · Tour blanche sur case blanche d1 · Roi blanc sur case blanche f1 · Tour blanche sur case blanche h1 | Tour noire sur case blanche a8 · Tour noire sur case blanche e8 · Roi noir sur case blanche g8 · Pion noir sur case noire a7 · Pion noir sur case blanche b7 · Pion noir sur case blanche f7 · Fou noir sur case noire g7 · Pion noir sur case blanche h7 · Dame noire sur case noire b6 · Pion noir sur case blanche c6 · Pion noir sur case blanche g6 · Fou blanc sur case noire c5 · Fou blanc sur case blanche c4 · Pion blanc sur case noire d4 · Fou noir sur case blanche g4 · Dame blanche sur case noire a3 · Cavalier noir sur case noire c3 · Cavalier blanc sur case blanche f3 · Pion blanc sur case blanche a2 · Pion blanc sur case noire f2 · Pion blanc sur case blanche g2 · Pion blanc sur case noire h2 · Tour blanche sur case blanche d1 · Roi blanc sur case blanche f1 · Tour blanche sur case blanche h1 | Tour noire sur case blanche a8 · Tour noire sur case blanche e8 · Roi noir sur case blanche g8 · Pion noir sur case noire a7 · Pion noir sur case blanche b7 · Pion noir sur case blanche f7 · Fou noir sur case noire g7 · Pion noir sur case blanche h7 · Dame noire sur case noire b6 · Pion noir sur case blanche c6 · Pion noir sur case blanche g6 · Fou blanc sur case noire c5 · Fou blanc sur case blanche c4 · Pion blanc sur case noire d4 · Fou noir sur case blanche g4 · Dame blanche sur case noire a3 · Cavalier noir sur case noire c3 · Cavalier blanc sur case blanche f3 · Pion blanc sur case blanche a2 · Pion blanc sur case noire f2 · Pion blanc sur case blanche g2 · Pion blanc sur case noire h2 · Tour blanche sur case blanche d1 · Roi blanc sur case blanche f1 · Tour blanche sur case blanche h1 | Tour noire sur case blanche a8 · Tour noire sur case blanche e8 · Roi noir sur case blanche g8 · Pion noir sur case noire a7 · Pion noir sur case blanche b7 · Pion noir sur case blanche f7 · Fou noir sur case noire g7 · Pion noir sur case blanche h7 · Dame noire sur case noire b6 · Pion noir sur case blanche c6 · Pion noir sur case blanche g6 · Fou blanc sur case noire c5 · Fou blanc sur case blanche c4 · Pion blanc sur case noire d4 · Fou noir sur case blanche g4 · Dame blanche sur case noire a3 · Cavalier noir sur case noire c3 · Cavalier blanc sur case blanche f3 · Pion blanc sur case blanche a2 · Pion blanc sur case noire f2 · Pion blanc sur case blanche g2 · Pion blanc sur case noire h2 · Tour blanche sur case blanche d1 · Roi blanc sur case blanche f1 · Tour blanche sur case blanche h1 | Tour noire sur case blanche a8 · Tour noire sur case blanche e8 · Roi noir sur case blanche g8 · Pion noir sur case noire a7 · Pion noir sur case blanche b7 · Pion noir sur case blanche f7 · Fou noir sur case noire g7 · Pion noir sur case blanche h7 · Dame noire sur case noire b6 · Pion noir sur case blanche c6 · Pion noir sur case blanche g6 · Fou blanc sur case noire c5 · Fou blanc sur case blanche c4 · Pion blanc sur case noire d4 · Fou noir sur case blanche g4 · Dame blanche sur case noire a3 · Cavalier noir sur case noire c3 · Cavalier blanc sur case blanche f3 · Pion blanc sur case blanche a2 · Pion blanc sur case noire f2 · Pion blanc sur case blanche g2 · Pion blanc sur case noire h2 · Tour blanche sur case blanche d1 · Roi blanc sur case blanche f1 · Tour blanche sur case blanche h1 | Tour noire sur case blanche a8 · Tour noire sur case blanche e8 · Roi noir sur case blanche g8 · Pion noir sur case noire a7 · Pion noir sur case blanche b7 · Pion noir sur case blanche f7 · Fou noir sur case noire g7 · Pion noir sur case blanche h7 · Dame noire sur case noire b6 · Pion noir sur case blanche c6 · Pion noir sur case blanche g6 · Fou blanc sur case noire c5 · Fou blanc sur case blanche c4 · Pion blanc sur case noire d4 · Fou noir sur case blanche g4 · Dame blanche sur case noire a3 · Cavalier noir sur case noire c3 · Cavalier blanc sur case blanche f3 · Pion blanc sur case blanche a2 · Pion blanc sur case noire f2 · Pion blanc sur case blanche g2 · Pion blanc sur case noire h2 · Tour blanche sur case blanche d1 · Roi blanc sur case blanche f1 · Tour blanche sur case blanche h1 | Tour noire sur case blanche a8 · Tour noire sur case blanche e8 · Roi noir sur case blanche g8 · Pion noir sur case noire a7 · Pion noir sur case blanche b7 · Pion noir sur case blanche f7 · Fou noir sur case noire g7 · Pion noir sur case blanche h7 · Dame noire sur case noire b6 · Pion noir sur case blanche c6 · Pion noir sur case blanche g6 · Fou blanc sur case noire c5 · Fou blanc sur case blanche c4 · Pion blanc sur case noire d4 · Fou noir sur case blanche g4 · Dame blanche sur case noire a3 · Cavalier noir sur case noire c3 · Cavalier blanc sur case blanche f3 · Pion blanc sur case blanche a2 · Pion blanc sur case noire f2 · Pion blanc sur case blanche g2 · Pion blanc sur case noire h2 · Tour blanche sur case blanche d1 · Roi blanc sur case blanche f1 · Tour blanche sur case blanche h1 | Tour noire sur case blanche a8 · Tour noire sur case blanche e8 · Roi noir sur case blanche g8 · Pion noir sur case noire a7 · Pion noir sur case blanche b7 · Pion noir sur case blanche f7 · Fou noir sur case noire g7 · Pion noir sur case blanche h7 · Dame noire sur case noire b6 · Pion noir sur case blanche c6 · Pion noir sur case blanche g6 · Fou blanc sur case noire c5 · Fou blanc sur case blanche c4 · Pion blanc sur case noire d4 · Fou noir sur case blanche g4 · Dame blanche sur case noire a3 · Cavalier noir sur case noire c3 · Cavalier blanc sur case blanche f3 · Pion blanc sur case blanche a2 · Pion blanc sur case noire f2 · Pion blanc sur case blanche g2 · Pion blanc sur case noire h2 · Tour blanche sur case blanche d1 · Roi blanc sur case blanche f1 · Tour blanche sur case blanche h1 | 7 |
| 6 | Tour noire sur case blanche a8 · Tour noire sur case blanche e8 · Roi noir sur case blanche g8 · Pion noir sur case noire a7 · Pion noir sur case blanche b7 · Pion noir sur case blanche f7 · Fou noir sur case noire g7 · Pion noir sur case blanche h7 · Dame noire sur case noire b6 · Pion noir sur case blanche c6 · Pion noir sur case blanche g6 · Fou blanc sur case noire c5 · Fou blanc sur case blanche c4 · Pion blanc sur case noire d4 · Fou noir sur case blanche g4 · Dame blanche sur case noire a3 · Cavalier noir sur case noire c3 · Cavalier blanc sur case blanche f3 · Pion blanc sur case blanche a2 · Pion blanc sur case noire f2 · Pion blanc sur case blanche g2 · Pion blanc sur case noire h2 · Tour blanche sur case blanche d1 · Roi blanc sur case blanche f1 · Tour blanche sur case blanche h1 | Tour noire sur case blanche a8 · Tour noire sur case blanche e8 · Roi noir sur case blanche g8 · Pion noir sur case noire a7 · Pion noir sur case blanche b7 · Pion noir sur case blanche f7 · Fou noir sur case noire g7 · Pion noir sur case blanche h7 · Dame noire sur case noire b6 · Pion noir sur case blanche c6 · Pion noir sur case blanche g6 · Fou blanc sur case noire c5 · Fou blanc sur case blanche c4 · Pion blanc sur case noire d4 · Fou noir sur case blanche g4 · Dame blanche sur case noire a3 · Cavalier noir sur case noire c3 · Cavalier blanc sur case blanche f3 · Pion blanc sur case blanche a2 · Pion blanc sur case noire f2 · Pion blanc sur case blanche g2 · Pion blanc sur case noire h2 · Tour blanche sur case blanche d1 · Roi blanc sur case blanche f1 · Tour blanche sur case blanche h1 | Tour noire sur case blanche a8 · Tour noire sur case blanche e8 · Roi noir sur case blanche g8 · Pion noir sur case noire a7 · Pion noir sur case blanche b7 · Pion noir sur case blanche f7 · Fou noir sur case noire g7 · Pion noir sur case blanche h7 · Dame noire sur case noire b6 · Pion noir sur case blanche c6 · Pion noir sur case blanche g6 · Fou blanc sur case noire c5 · Fou blanc sur case blanche c4 · Pion blanc sur case noire d4 · Fou noir sur case blanche g4 · Dame blanche sur case noire a3 · Cavalier noir sur case noire c3 · Cavalier blanc sur case blanche f3 · Pion blanc sur case blanche a2 · Pion blanc sur case noire f2 · Pion blanc sur case blanche g2 · Pion blanc sur case noire h2 · Tour blanche sur case blanche d1 · Roi blanc sur case blanche f1 · Tour blanche sur case blanche h1 | Tour noire sur case blanche a8 · Tour noire sur case blanche e8 · Roi noir sur case blanche g8 · Pion noir sur case noire a7 · Pion noir sur case blanche b7 · Pion noir sur case blanche f7 · Fou noir sur case noire g7 · Pion noir sur case blanche h7 · Dame noire sur case noire b6 · Pion noir sur case blanche c6 · Pion noir sur case blanche g6 · Fou blanc sur case noire c5 · Fou blanc sur case blanche c4 · Pion blanc sur case noire d4 · Fou noir sur case blanche g4 · Dame blanche sur case noire a3 · Cavalier noir sur case noire c3 · Cavalier blanc sur case blanche f3 · Pion blanc sur case blanche a2 · Pion blanc sur case noire f2 · Pion blanc sur case blanche g2 · Pion blanc sur case noire h2 · Tour blanche sur case blanche d1 · Roi blanc sur case blanche f1 · Tour blanche sur case blanche h1 | Tour noire sur case blanche a8 · Tour noire sur case blanche e8 · Roi noir sur case blanche g8 · Pion noir sur case noire a7 · Pion noir sur case blanche b7 · Pion noir sur case blanche f7 · Fou noir sur case noire g7 · Pion noir sur case blanche h7 · Dame noire sur case noire b6 · Pion noir sur case blanche c6 · Pion noir sur case blanche g6 · Fou blanc sur case noire c5 · Fou blanc sur case blanche c4 · Pion blanc sur case noire d4 · Fou noir sur case blanche g4 · Dame blanche sur case noire a3 · Cavalier noir sur case noire c3 · Cavalier blanc sur case blanche f3 · Pion blanc sur case blanche a2 · Pion blanc sur case noire f2 · Pion blanc sur case blanche g2 · Pion blanc sur case noire h2 · Tour blanche sur case blanche d1 · Roi blanc sur case blanche f1 · Tour blanche sur case blanche h1 | Tour noire sur case blanche a8 · Tour noire sur case blanche e8 · Roi noir sur case blanche g8 · Pion noir sur case noire a7 · Pion noir sur case blanche b7 · Pion noir sur case blanche f7 · Fou noir sur case noire g7 · Pion noir sur case blanche h7 · Dame noire sur case noire b6 · Pion noir sur case blanche c6 · Pion noir sur case blanche g6 · Fou blanc sur case noire c5 · Fou blanc sur case blanche c4 · Pion blanc sur case noire d4 · Fou noir sur case blanche g4 · Dame blanche sur case noire a3 · Cavalier noir sur case noire c3 · Cavalier blanc sur case blanche f3 · Pion blanc sur case blanche a2 · Pion blanc sur case noire f2 · Pion blanc sur case blanche g2 · Pion blanc sur case noire h2 · Tour blanche sur case blanche d1 · Roi blanc sur case blanche f1 · Tour blanche sur case blanche h1 | Tour noire sur case blanche a8 · Tour noire sur case blanche e8 · Roi noir sur case blanche g8 · Pion noir sur case noire a7 · Pion noir sur case blanche b7 · Pion noir sur case blanche f7 · Fou noir sur case noire g7 · Pion noir sur case blanche h7 · Dame noire sur case noire b6 · Pion noir sur case blanche c6 · Pion noir sur case blanche g6 · Fou blanc sur case noire c5 · Fou blanc sur case blanche c4 · Pion blanc sur case noire d4 · Fou noir sur case blanche g4 · Dame blanche sur case noire a3 · Cavalier noir sur case noire c3 · Cavalier blanc sur case blanche f3 · Pion blanc sur case blanche a2 · Pion blanc sur case noire f2 · Pion blanc sur case blanche g2 · Pion blanc sur case noire h2 · Tour blanche sur case blanche d1 · Roi blanc sur case blanche f1 · Tour blanche sur case blanche h1 | Tour noire sur case blanche a8 · Tour noire sur case blanche e8 · Roi noir sur case blanche g8 · Pion noir sur case noire a7 · Pion noir sur case blanche b7 · Pion noir sur case blanche f7 · Fou noir sur case noire g7 · Pion noir sur case blanche h7 · Dame noire sur case noire b6 · Pion noir sur case blanche c6 · Pion noir sur case blanche g6 · Fou blanc sur case noire c5 · Fou blanc sur case blanche c4 · Pion blanc sur case noire d4 · Fou noir sur case blanche g4 · Dame blanche sur case noire a3 · Cavalier noir sur case noire c3 · Cavalier blanc sur case blanche f3 · Pion blanc sur case blanche a2 · Pion blanc sur case noire f2 · Pion blanc sur case blanche g2 · Pion blanc sur case noire h2 · Tour blanche sur case blanche d1 · Roi blanc sur case blanche f1 · Tour blanche sur case blanche h1 | 6 |
| 5 | Tour noire sur case blanche a8 · Tour noire sur case blanche e8 · Roi noir sur case blanche g8 · Pion noir sur case noire a7 · Pion noir sur case blanche b7 · Pion noir sur case blanche f7 · Fou noir sur case noire g7 · Pion noir sur case blanche h7 · Dame noire sur case noire b6 · Pion noir sur case blanche c6 · Pion noir sur case blanche g6 · Fou blanc sur case noire c5 · Fou blanc sur case blanche c4 · Pion blanc sur case noire d4 · Fou noir sur case blanche g4 · Dame blanche sur case noire a3 · Cavalier noir sur case noire c3 · Cavalier blanc sur case blanche f3 · Pion blanc sur case blanche a2 · Pion blanc sur case noire f2 · Pion blanc sur case blanche g2 · Pion blanc sur case noire h2 · Tour blanche sur case blanche d1 · Roi blanc sur case blanche f1 · Tour blanche sur case blanche h1 | Tour noire sur case blanche a8 · Tour noire sur case blanche e8 · Roi noir sur case blanche g8 · Pion noir sur case noire a7 · Pion noir sur case blanche b7 · Pion noir sur case blanche f7 · Fou noir sur case noire g7 · Pion noir sur case blanche h7 · Dame noire sur case noire b6 · Pion noir sur case blanche c6 · Pion noir sur case blanche g6 · Fou blanc sur case noire c5 · Fou blanc sur case blanche c4 · Pion blanc sur case noire d4 · Fou noir sur case blanche g4 · Dame blanche sur case noire a3 · Cavalier noir sur case noire c3 · Cavalier blanc sur case blanche f3 · Pion blanc sur case blanche a2 · Pion blanc sur case noire f2 · Pion blanc sur case blanche g2 · Pion blanc sur case noire h2 · Tour blanche sur case blanche d1 · Roi blanc sur case blanche f1 · Tour blanche sur case blanche h1 | Tour noire sur case blanche a8 · Tour noire sur case blanche e8 · Roi noir sur case blanche g8 · Pion noir sur case noire a7 · Pion noir sur case blanche b7 · Pion noir sur case blanche f7 · Fou noir sur case noire g7 · Pion noir sur case blanche h7 · Dame noire sur case noire b6 · Pion noir sur case blanche c6 · Pion noir sur case blanche g6 · Fou blanc sur case noire c5 · Fou blanc sur case blanche c4 · Pion blanc sur case noire d4 · Fou noir sur case blanche g4 · Dame blanche sur case noire a3 · Cavalier noir sur case noire c3 · Cavalier blanc sur case blanche f3 · Pion blanc sur case blanche a2 · Pion blanc sur case noire f2 · Pion blanc sur case blanche g2 · Pion blanc sur case noire h2 · Tour blanche sur case blanche d1 · Roi blanc sur case blanche f1 · Tour blanche sur case blanche h1 | Tour noire sur case blanche a8 · Tour noire sur case blanche e8 · Roi noir sur case blanche g8 · Pion noir sur case noire a7 · Pion noir sur case blanche b7 · Pion noir sur case blanche f7 · Fou noir sur case noire g7 · Pion noir sur case blanche h7 · Dame noire sur case noire b6 · Pion noir sur case blanche c6 · Pion noir sur case blanche g6 · Fou blanc sur case noire c5 · Fou blanc sur case blanche c4 · Pion blanc sur case noire d4 · Fou noir sur case blanche g4 · Dame blanche sur case noire a3 · Cavalier noir sur case noire c3 · Cavalier blanc sur case blanche f3 · Pion blanc sur case blanche a2 · Pion blanc sur case noire f2 · Pion blanc sur case blanche g2 · Pion blanc sur case noire h2 · Tour blanche sur case blanche d1 · Roi blanc sur case blanche f1 · Tour blanche sur case blanche h1 | Tour noire sur case blanche a8 · Tour noire sur case blanche e8 · Roi noir sur case blanche g8 · Pion noir sur case noire a7 · Pion noir sur case blanche b7 · Pion noir sur case blanche f7 · Fou noir sur case noire g7 · Pion noir sur case blanche h7 · Dame noire sur case noire b6 · Pion noir sur case blanche c6 · Pion noir sur case blanche g6 · Fou blanc sur case noire c5 · Fou blanc sur case blanche c4 · Pion blanc sur case noire d4 · Fou noir sur case blanche g4 · Dame blanche sur case noire a3 · Cavalier noir sur case noire c3 · Cavalier blanc sur case blanche f3 · Pion blanc sur case blanche a2 · Pion blanc sur case noire f2 · Pion blanc sur case blanche g2 · Pion blanc sur case noire h2 · Tour blanche sur case blanche d1 · Roi blanc sur case blanche f1 · Tour blanche sur case blanche h1 | Tour noire sur case blanche a8 · Tour noire sur case blanche e8 · Roi noir sur case blanche g8 · Pion noir sur case noire a7 · Pion noir sur case blanche b7 · Pion noir sur case blanche f7 · Fou noir sur case noire g7 · Pion noir sur case blanche h7 · Dame noire sur case noire b6 · Pion noir sur case blanche c6 · Pion noir sur case blanche g6 · Fou blanc sur case noire c5 · Fou blanc sur case blanche c4 · Pion blanc sur case noire d4 · Fou noir sur case blanche g4 · Dame blanche sur case noire a3 · Cavalier noir sur case noire c3 · Cavalier blanc sur case blanche f3 · Pion blanc sur case blanche a2 · Pion blanc sur case noire f2 · Pion blanc sur case blanche g2 · Pion blanc sur case noire h2 · Tour blanche sur case blanche d1 · Roi blanc sur case blanche f1 · Tour blanche sur case blanche h1 | Tour noire sur case blanche a8 · Tour noire sur case blanche e8 · Roi noir sur case blanche g8 · Pion noir sur case noire a7 · Pion noir sur case blanche b7 · Pion noir sur case blanche f7 · Fou noir sur case noire g7 · Pion noir sur case blanche h7 · Dame noire sur case noire b6 · Pion noir sur case blanche c6 · Pion noir sur case blanche g6 · Fou blanc sur case noire c5 · Fou blanc sur case blanche c4 · Pion blanc sur case noire d4 · Fou noir sur case blanche g4 · Dame blanche sur case noire a3 · Cavalier noir sur case noire c3 · Cavalier blanc sur case blanche f3 · Pion blanc sur case blanche a2 · Pion blanc sur case noire f2 · Pion blanc sur case blanche g2 · Pion blanc sur case noire h2 · Tour blanche sur case blanche d1 · Roi blanc sur case blanche f1 · Tour blanche sur case blanche h1 | Tour noire sur case blanche a8 · Tour noire sur case blanche e8 · Roi noir sur case blanche g8 · Pion noir sur case noire a7 · Pion noir sur case blanche b7 · Pion noir sur case blanche f7 · Fou noir sur case noire g7 · Pion noir sur case blanche h7 · Dame noire sur case noire b6 · Pion noir sur case blanche c6 · Pion noir sur case blanche g6 · Fou blanc sur case noire c5 · Fou blanc sur case blanche c4 · Pion blanc sur case noire d4 · Fou noir sur case blanche g4 · Dame blanche sur case noire a3 · Cavalier noir sur case noire c3 · Cavalier blanc sur case blanche f3 · Pion blanc sur case blanche a2 · Pion blanc sur case noire f2 · Pion blanc sur case blanche g2 · Pion blanc sur case noire h2 · Tour blanche sur case blanche d1 · Roi blanc sur case blanche f1 · Tour blanche sur case blanche h1 | 5 |
| 4 | Tour noire sur case blanche a8 · Tour noire sur case blanche e8 · Roi noir sur case blanche g8 · Pion noir sur case noire a7 · Pion noir sur case blanche b7 · Pion noir sur case blanche f7 · Fou noir sur case noire g7 · Pion noir sur case blanche h7 · Dame noire sur case noire b6 · Pion noir sur case blanche c6 · Pion noir sur case blanche g6 · Fou blanc sur case noire c5 · Fou blanc sur case blanche c4 · Pion blanc sur case noire d4 · Fou noir sur case blanche g4 · Dame blanche sur case noire a3 · Cavalier noir sur case noire c3 · Cavalier blanc sur case blanche f3 · Pion blanc sur case blanche a2 · Pion blanc sur case noire f2 · Pion blanc sur case blanche g2 · Pion blanc sur case noire h2 · Tour blanche sur case blanche d1 · Roi blanc sur case blanche f1 · Tour blanche sur case blanche h1 | Tour noire sur case blanche a8 · Tour noire sur case blanche e8 · Roi noir sur case blanche g8 · Pion noir sur case noire a7 · Pion noir sur case blanche b7 · Pion noir sur case blanche f7 · Fou noir sur case noire g7 · Pion noir sur case blanche h7 · Dame noire sur case noire b6 · Pion noir sur case blanche c6 · Pion noir sur case blanche g6 · Fou blanc sur case noire c5 · Fou blanc sur case blanche c4 · Pion blanc sur case noire d4 · Fou noir sur case blanche g4 · Dame blanche sur case noire a3 · Cavalier noir sur case noire c3 · Cavalier blanc sur case blanche f3 · Pion blanc sur case blanche a2 · Pion blanc sur case noire f2 · Pion blanc sur case blanche g2 · Pion blanc sur case noire h2 · Tour blanche sur case blanche d1 · Roi blanc sur case blanche f1 · Tour blanche sur case blanche h1 | Tour noire sur case blanche a8 · Tour noire sur case blanche e8 · Roi noir sur case blanche g8 · Pion noir sur case noire a7 · Pion noir sur case blanche b7 · Pion noir sur case blanche f7 · Fou noir sur case noire g7 · Pion noir sur case blanche h7 · Dame noire sur case noire b6 · Pion noir sur case blanche c6 · Pion noir sur case blanche g6 · Fou blanc sur case noire c5 · Fou blanc sur case blanche c4 · Pion blanc sur case noire d4 · Fou noir sur case blanche g4 · Dame blanche sur case noire a3 · Cavalier noir sur case noire c3 · Cavalier blanc sur case blanche f3 · Pion blanc sur case blanche a2 · Pion blanc sur case noire f2 · Pion blanc sur case blanche g2 · Pion blanc sur case noire h2 · Tour blanche sur case blanche d1 · Roi blanc sur case blanche f1 · Tour blanche sur case blanche h1 | Tour noire sur case blanche a8 · Tour noire sur case blanche e8 · Roi noir sur case blanche g8 · Pion noir sur case noire a7 · Pion noir sur case blanche b7 · Pion noir sur case blanche f7 · Fou noir sur case noire g7 · Pion noir sur case blanche h7 · Dame noire sur case noire b6 · Pion noir sur case blanche c6 · Pion noir sur case blanche g6 · Fou blanc sur case noire c5 · Fou blanc sur case blanche c4 · Pion blanc sur case noire d4 · Fou noir sur case blanche g4 · Dame blanche sur case noire a3 · Cavalier noir sur case noire c3 · Cavalier blanc sur case blanche f3 · Pion blanc sur case blanche a2 · Pion blanc sur case noire f2 · Pion blanc sur case blanche g2 · Pion blanc sur case noire h2 · Tour blanche sur case blanche d1 · Roi blanc sur case blanche f1 · Tour blanche sur case blanche h1 | Tour noire sur case blanche a8 · Tour noire sur case blanche e8 · Roi noir sur case blanche g8 · Pion noir sur case noire a7 · Pion noir sur case blanche b7 · Pion noir sur case blanche f7 · Fou noir sur case noire g7 · Pion noir sur case blanche h7 · Dame noire sur case noire b6 · Pion noir sur case blanche c6 · Pion noir sur case blanche g6 · Fou blanc sur case noire c5 · Fou blanc sur case blanche c4 · Pion blanc sur case noire d4 · Fou noir sur case blanche g4 · Dame blanche sur case noire a3 · Cavalier noir sur case noire c3 · Cavalier blanc sur case blanche f3 · Pion blanc sur case blanche a2 · Pion blanc sur case noire f2 · Pion blanc sur case blanche g2 · Pion blanc sur case noire h2 · Tour blanche sur case blanche d1 · Roi blanc sur case blanche f1 · Tour blanche sur case blanche h1 | Tour noire sur case blanche a8 · Tour noire sur case blanche e8 · Roi noir sur case blanche g8 · Pion noir sur case noire a7 · Pion noir sur case blanche b7 · Pion noir sur case blanche f7 · Fou noir sur case noire g7 · Pion noir sur case blanche h7 · Dame noire sur case noire b6 · Pion noir sur case blanche c6 · Pion noir sur case blanche g6 · Fou blanc sur case noire c5 · Fou blanc sur case blanche c4 · Pion blanc sur case noire d4 · Fou noir sur case blanche g4 · Dame blanche sur case noire a3 · Cavalier noir sur case noire c3 · Cavalier blanc sur case blanche f3 · Pion blanc sur case blanche a2 · Pion blanc sur case noire f2 · Pion blanc sur case blanche g2 · Pion blanc sur case noire h2 · Tour blanche sur case blanche d1 · Roi blanc sur case blanche f1 · Tour blanche sur case blanche h1 | Tour noire sur case blanche a8 · Tour noire sur case blanche e8 · Roi noir sur case blanche g8 · Pion noir sur case noire a7 · Pion noir sur case blanche b7 · Pion noir sur case blanche f7 · Fou noir sur case noire g7 · Pion noir sur case blanche h7 · Dame noire sur case noire b6 · Pion noir sur case blanche c6 · Pion noir sur case blanche g6 · Fou blanc sur case noire c5 · Fou blanc sur case blanche c4 · Pion blanc sur case noire d4 · Fou noir sur case blanche g4 · Dame blanche sur case noire a3 · Cavalier noir sur case noire c3 · Cavalier blanc sur case blanche f3 · Pion blanc sur case blanche a2 · Pion blanc sur case noire f2 · Pion blanc sur case blanche g2 · Pion blanc sur case noire h2 · Tour blanche sur case blanche d1 · Roi blanc sur case blanche f1 · Tour blanche sur case blanche h1 | Tour noire sur case blanche a8 · Tour noire sur case blanche e8 · Roi noir sur case blanche g8 · Pion noir sur case noire a7 · Pion noir sur case blanche b7 · Pion noir sur case blanche f7 · Fou noir sur case noire g7 · Pion noir sur case blanche h7 · Dame noire sur case noire b6 · Pion noir sur case blanche c6 · Pion noir sur case blanche g6 · Fou blanc sur case noire c5 · Fou blanc sur case blanche c4 · Pion blanc sur case noire d4 · Fou noir sur case blanche g4 · Dame blanche sur case noire a3 · Cavalier noir sur case noire c3 · Cavalier blanc sur case blanche f3 · Pion blanc sur case blanche a2 · Pion blanc sur case noire f2 · Pion blanc sur case blanche g2 · Pion blanc sur case noire h2 · Tour blanche sur case blanche d1 · Roi blanc sur case blanche f1 · Tour blanche sur case blanche h1 | 4 |
| 3 | Tour noire sur case blanche a8 · Tour noire sur case blanche e8 · Roi noir sur case blanche g8 · Pion noir sur case noire a7 · Pion noir sur case blanche b7 · Pion noir sur case blanche f7 · Fou noir sur case noire g7 · Pion noir sur case blanche h7 · Dame noire sur case noire b6 · Pion noir sur case blanche c6 · Pion noir sur case blanche g6 · Fou blanc sur case noire c5 · Fou blanc sur case blanche c4 · Pion blanc sur case noire d4 · Fou noir sur case blanche g4 · Dame blanche sur case noire a3 · Cavalier noir sur case noire c3 · Cavalier blanc sur case blanche f3 · Pion blanc sur case blanche a2 · Pion blanc sur case noire f2 · Pion blanc sur case blanche g2 · Pion blanc sur case noire h2 · Tour blanche sur case blanche d1 · Roi blanc sur case blanche f1 · Tour blanche sur case blanche h1 | Tour noire sur case blanche a8 · Tour noire sur case blanche e8 · Roi noir sur case blanche g8 · Pion noir sur case noire a7 · Pion noir sur case blanche b7 · Pion noir sur case blanche f7 · Fou noir sur case noire g7 · Pion noir sur case blanche h7 · Dame noire sur case noire b6 · Pion noir sur case blanche c6 · Pion noir sur case blanche g6 · Fou blanc sur case noire c5 · Fou blanc sur case blanche c4 · Pion blanc sur case noire d4 · Fou noir sur case blanche g4 · Dame blanche sur case noire a3 · Cavalier noir sur case noire c3 · Cavalier blanc sur case blanche f3 · Pion blanc sur case blanche a2 · Pion blanc sur case noire f2 · Pion blanc sur case blanche g2 · Pion blanc sur case noire h2 · Tour blanche sur case blanche d1 · Roi blanc sur case blanche f1 · Tour blanche sur case blanche h1 | Tour noire sur case blanche a8 · Tour noire sur case blanche e8 · Roi noir sur case blanche g8 · Pion noir sur case noire a7 · Pion noir sur case blanche b7 · Pion noir sur case blanche f7 · Fou noir sur case noire g7 · Pion noir sur case blanche h7 · Dame noire sur case noire b6 · Pion noir sur case blanche c6 · Pion noir sur case blanche g6 · Fou blanc sur case noire c5 · Fou blanc sur case blanche c4 · Pion blanc sur case noire d4 · Fou noir sur case blanche g4 · Dame blanche sur case noire a3 · Cavalier noir sur case noire c3 · Cavalier blanc sur case blanche f3 · Pion blanc sur case blanche a2 · Pion blanc sur case noire f2 · Pion blanc sur case blanche g2 · Pion blanc sur case noire h2 · Tour blanche sur case blanche d1 · Roi blanc sur case blanche f1 · Tour blanche sur case blanche h1 | Tour noire sur case blanche a8 · Tour noire sur case blanche e8 · Roi noir sur case blanche g8 · Pion noir sur case noire a7 · Pion noir sur case blanche b7 · Pion noir sur case blanche f7 · Fou noir sur case noire g7 · Pion noir sur case blanche h7 · Dame noire sur case noire b6 · Pion noir sur case blanche c6 · Pion noir sur case blanche g6 · Fou blanc sur case noire c5 · Fou blanc sur case blanche c4 · Pion blanc sur case noire d4 · Fou noir sur case blanche g4 · Dame blanche sur case noire a3 · Cavalier noir sur case noire c3 · Cavalier blanc sur case blanche f3 · Pion blanc sur case blanche a2 · Pion blanc sur case noire f2 · Pion blanc sur case blanche g2 · Pion blanc sur case noire h2 · Tour blanche sur case blanche d1 · Roi blanc sur case blanche f1 · Tour blanche sur case blanche h1 | Tour noire sur case blanche a8 · Tour noire sur case blanche e8 · Roi noir sur case blanche g8 · Pion noir sur case noire a7 · Pion noir sur case blanche b7 · Pion noir sur case blanche f7 · Fou noir sur case noire g7 · Pion noir sur case blanche h7 · Dame noire sur case noire b6 · Pion noir sur case blanche c6 · Pion noir sur case blanche g6 · Fou blanc sur case noire c5 · Fou blanc sur case blanche c4 · Pion blanc sur case noire d4 · Fou noir sur case blanche g4 · Dame blanche sur case noire a3 · Cavalier noir sur case noire c3 · Cavalier blanc sur case blanche f3 · Pion blanc sur case blanche a2 · Pion blanc sur case noire f2 · Pion blanc sur case blanche g2 · Pion blanc sur case noire h2 · Tour blanche sur case blanche d1 · Roi blanc sur case blanche f1 · Tour blanche sur case blanche h1 | Tour noire sur case blanche a8 · Tour noire sur case blanche e8 · Roi noir sur case blanche g8 · Pion noir sur case noire a7 · Pion noir sur case blanche b7 · Pion noir sur case blanche f7 · Fou noir sur case noire g7 · Pion noir sur case blanche h7 · Dame noire sur case noire b6 · Pion noir sur case blanche c6 · Pion noir sur case blanche g6 · Fou blanc sur case noire c5 · Fou blanc sur case blanche c4 · Pion blanc sur case noire d4 · Fou noir sur case blanche g4 · Dame blanche sur case noire a3 · Cavalier noir sur case noire c3 · Cavalier blanc sur case blanche f3 · Pion blanc sur case blanche a2 · Pion blanc sur case noire f2 · Pion blanc sur case blanche g2 · Pion blanc sur case noire h2 · Tour blanche sur case blanche d1 · Roi blanc sur case blanche f1 · Tour blanche sur case blanche h1 | Tour noire sur case blanche a8 · Tour noire sur case blanche e8 · Roi noir sur case blanche g8 · Pion noir sur case noire a7 · Pion noir sur case blanche b7 · Pion noir sur case blanche f7 · Fou noir sur case noire g7 · Pion noir sur case blanche h7 · Dame noire sur case noire b6 · Pion noir sur case blanche c6 · Pion noir sur case blanche g6 · Fou blanc sur case noire c5 · Fou blanc sur case blanche c4 · Pion blanc sur case noire d4 · Fou noir sur case blanche g4 · Dame blanche sur case noire a3 · Cavalier noir sur case noire c3 · Cavalier blanc sur case blanche f3 · Pion blanc sur case blanche a2 · Pion blanc sur case noire f2 · Pion blanc sur case blanche g2 · Pion blanc sur case noire h2 · Tour blanche sur case blanche d1 · Roi blanc sur case blanche f1 · Tour blanche sur case blanche h1 | Tour noire sur case blanche a8 · Tour noire sur case blanche e8 · Roi noir sur case blanche g8 · Pion noir sur case noire a7 · Pion noir sur case blanche b7 · Pion noir sur case blanche f7 · Fou noir sur case noire g7 · Pion noir sur case blanche h7 · Dame noire sur case noire b6 · Pion noir sur case blanche c6 · Pion noir sur case blanche g6 · Fou blanc sur case noire c5 · Fou blanc sur case blanche c4 · Pion blanc sur case noire d4 · Fou noir sur case blanche g4 · Dame blanche sur case noire a3 · Cavalier noir sur case noire c3 · Cavalier blanc sur case blanche f3 · Pion blanc sur case blanche a2 · Pion blanc sur case noire f2 · Pion blanc sur case blanche g2 · Pion blanc sur case noire h2 · Tour blanche sur case blanche d1 · Roi blanc sur case blanche f1 · Tour blanche sur case blanche h1 | 3 |
| 2 | Tour noire sur case blanche a8 · Tour noire sur case blanche e8 · Roi noir sur case blanche g8 · Pion noir sur case noire a7 · Pion noir sur case blanche b7 · Pion noir sur case blanche f7 · Fou noir sur case noire g7 · Pion noir sur case blanche h7 · Dame noire sur case noire b6 · Pion noir sur case blanche c6 · Pion noir sur case blanche g6 · Fou blanc sur case noire c5 · Fou blanc sur case blanche c4 · Pion blanc sur case noire d4 · Fou noir sur case blanche g4 · Dame blanche sur case noire a3 · Cavalier noir sur case noire c3 · Cavalier blanc sur case blanche f3 · Pion blanc sur case blanche a2 · Pion blanc sur case noire f2 · Pion blanc sur case blanche g2 · Pion blanc sur case noire h2 · Tour blanche sur case blanche d1 · Roi blanc sur case blanche f1 · Tour blanche sur case blanche h1 | Tour noire sur case blanche a8 · Tour noire sur case blanche e8 · Roi noir sur case blanche g8 · Pion noir sur case noire a7 · Pion noir sur case blanche b7 · Pion noir sur case blanche f7 · Fou noir sur case noire g7 · Pion noir sur case blanche h7 · Dame noire sur case noire b6 · Pion noir sur case blanche c6 · Pion noir sur case blanche g6 · Fou blanc sur case noire c5 · Fou blanc sur case blanche c4 · Pion blanc sur case noire d4 · Fou noir sur case blanche g4 · Dame blanche sur case noire a3 · Cavalier noir sur case noire c3 · Cavalier blanc sur case blanche f3 · Pion blanc sur case blanche a2 · Pion blanc sur case noire f2 · Pion blanc sur case blanche g2 · Pion blanc sur case noire h2 · Tour blanche sur case blanche d1 · Roi blanc sur case blanche f1 · Tour blanche sur case blanche h1 | Tour noire sur case blanche a8 · Tour noire sur case blanche e8 · Roi noir sur case blanche g8 · Pion noir sur case noire a7 · Pion noir sur case blanche b7 · Pion noir sur case blanche f7 · Fou noir sur case noire g7 · Pion noir sur case blanche h7 · Dame noire sur case noire b6 · Pion noir sur case blanche c6 · Pion noir sur case blanche g6 · Fou blanc sur case noire c5 · Fou blanc sur case blanche c4 · Pion blanc sur case noire d4 · Fou noir sur case blanche g4 · Dame blanche sur case noire a3 · Cavalier noir sur case noire c3 · Cavalier blanc sur case blanche f3 · Pion blanc sur case blanche a2 · Pion blanc sur case noire f2 · Pion blanc sur case blanche g2 · Pion blanc sur case noire h2 · Tour blanche sur case blanche d1 · Roi blanc sur case blanche f1 · Tour blanche sur case blanche h1 | Tour noire sur case blanche a8 · Tour noire sur case blanche e8 · Roi noir sur case blanche g8 · Pion noir sur case noire a7 · Pion noir sur case blanche b7 · Pion noir sur case blanche f7 · Fou noir sur case noire g7 · Pion noir sur case blanche h7 · Dame noire sur case noire b6 · Pion noir sur case blanche c6 · Pion noir sur case blanche g6 · Fou blanc sur case noire c5 · Fou blanc sur case blanche c4 · Pion blanc sur case noire d4 · Fou noir sur case blanche g4 · Dame blanche sur case noire a3 · Cavalier noir sur case noire c3 · Cavalier blanc sur case blanche f3 · Pion blanc sur case blanche a2 · Pion blanc sur case noire f2 · Pion blanc sur case blanche g2 · Pion blanc sur case noire h2 · Tour blanche sur case blanche d1 · Roi blanc sur case blanche f1 · Tour blanche sur case blanche h1 | Tour noire sur case blanche a8 · Tour noire sur case blanche e8 · Roi noir sur case blanche g8 · Pion noir sur case noire a7 · Pion noir sur case blanche b7 · Pion noir sur case blanche f7 · Fou noir sur case noire g7 · Pion noir sur case blanche h7 · Dame noire sur case noire b6 · Pion noir sur case blanche c6 · Pion noir sur case blanche g6 · Fou blanc sur case noire c5 · Fou blanc sur case blanche c4 · Pion blanc sur case noire d4 · Fou noir sur case blanche g4 · Dame blanche sur case noire a3 · Cavalier noir sur case noire c3 · Cavalier blanc sur case blanche f3 · Pion blanc sur case blanche a2 · Pion blanc sur case noire f2 · Pion blanc sur case blanche g2 · Pion blanc sur case noire h2 · Tour blanche sur case blanche d1 · Roi blanc sur case blanche f1 · Tour blanche sur case blanche h1 | Tour noire sur case blanche a8 · Tour noire sur case blanche e8 · Roi noir sur case blanche g8 · Pion noir sur case noire a7 · Pion noir sur case blanche b7 · Pion noir sur case blanche f7 · Fou noir sur case noire g7 · Pion noir sur case blanche h7 · Dame noire sur case noire b6 · Pion noir sur case blanche c6 · Pion noir sur case blanche g6 · Fou blanc sur case noire c5 · Fou blanc sur case blanche c4 · Pion blanc sur case noire d4 · Fou noir sur case blanche g4 · Dame blanche sur case noire a3 · Cavalier noir sur case noire c3 · Cavalier blanc sur case blanche f3 · Pion blanc sur case blanche a2 · Pion blanc sur case noire f2 · Pion blanc sur case blanche g2 · Pion blanc sur case noire h2 · Tour blanche sur case blanche d1 · Roi blanc sur case blanche f1 · Tour blanche sur case blanche h1 | Tour noire sur case blanche a8 · Tour noire sur case blanche e8 · Roi noir sur case blanche g8 · Pion noir sur case noire a7 · Pion noir sur case blanche b7 · Pion noir sur case blanche f7 · Fou noir sur case noire g7 · Pion noir sur case blanche h7 · Dame noire sur case noire b6 · Pion noir sur case blanche c6 · Pion noir sur case blanche g6 · Fou blanc sur case noire c5 · Fou blanc sur case blanche c4 · Pion blanc sur case noire d4 · Fou noir sur case blanche g4 · Dame blanche sur case noire a3 · Cavalier noir sur case noire c3 · Cavalier blanc sur case blanche f3 · Pion blanc sur case blanche a2 · Pion blanc sur case noire f2 · Pion blanc sur case blanche g2 · Pion blanc sur case noire h2 · Tour blanche sur case blanche d1 · Roi blanc sur case blanche f1 · Tour blanche sur case blanche h1 | Tour noire sur case blanche a8 · Tour noire sur case blanche e8 · Roi noir sur case blanche g8 · Pion noir sur case noire a7 · Pion noir sur case blanche b7 · Pion noir sur case blanche f7 · Fou noir sur case noire g7 · Pion noir sur case blanche h7 · Dame noire sur case noire b6 · Pion noir sur case blanche c6 · Pion noir sur case blanche g6 · Fou blanc sur case noire c5 · Fou blanc sur case blanche c4 · Pion blanc sur case noire d4 · Fou noir sur case blanche g4 · Dame blanche sur case noire a3 · Cavalier noir sur case noire c3 · Cavalier blanc sur case blanche f3 · Pion blanc sur case blanche a2 · Pion blanc sur case noire f2 · Pion blanc sur case blanche g2 · Pion blanc sur case noire h2 · Tour blanche sur case blanche d1 · Roi blanc sur case blanche f1 · Tour blanche sur case blanche h1 | 2 |
| 1 | Tour noire sur case blanche a8 · Tour noire sur case blanche e8 · Roi noir sur case blanche g8 · Pion noir sur case noire a7 · Pion noir sur case blanche b7 · Pion noir sur case blanche f7 · Fou noir sur case noire g7 · Pion noir sur case blanche h7 · Dame noire sur case noire b6 · Pion noir sur case blanche c6 · Pion noir sur case blanche g6 · Fou blanc sur case noire c5 · Fou blanc sur case blanche c4 · Pion blanc sur case noire d4 · Fou noir sur case blanche g4 · Dame blanche sur case noire a3 · Cavalier noir sur case noire c3 · Cavalier blanc sur case blanche f3 · Pion blanc sur case blanche a2 · Pion blanc sur case noire f2 · Pion blanc sur case blanche g2 · Pion blanc sur case noire h2 · Tour blanche sur case blanche d1 · Roi blanc sur case blanche f1 · Tour blanche sur case blanche h1 | Tour noire sur case blanche a8 · Tour noire sur case blanche e8 · Roi noir sur case blanche g8 · Pion noir sur case noire a7 · Pion noir sur case blanche b7 · Pion noir sur case blanche f7 · Fou noir sur case noire g7 · Pion noir sur case blanche h7 · Dame noire sur case noire b6 · Pion noir sur case blanche c6 · Pion noir sur case blanche g6 · Fou blanc sur case noire c5 · Fou blanc sur case blanche c4 · Pion blanc sur case noire d4 · Fou noir sur case blanche g4 · Dame blanche sur case noire a3 · Cavalier noir sur case noire c3 · Cavalier blanc sur case blanche f3 · Pion blanc sur case blanche a2 · Pion blanc sur case noire f2 · Pion blanc sur case blanche g2 · Pion blanc sur case noire h2 · Tour blanche sur case blanche d1 · Roi blanc sur case blanche f1 · Tour blanche sur case blanche h1 | Tour noire sur case blanche a8 · Tour noire sur case blanche e8 · Roi noir sur case blanche g8 · Pion noir sur case noire a7 · Pion noir sur case blanche b7 · Pion noir sur case blanche f7 · Fou noir sur case noire g7 · Pion noir sur case blanche h7 · Dame noire sur case noire b6 · Pion noir sur case blanche c6 · Pion noir sur case blanche g6 · Fou blanc sur case noire c5 · Fou blanc sur case blanche c4 · Pion blanc sur case noire d4 · Fou noir sur case blanche g4 · Dame blanche sur case noire a3 · Cavalier noir sur case noire c3 · Cavalier blanc sur case blanche f3 · Pion blanc sur case blanche a2 · Pion blanc sur case noire f2 · Pion blanc sur case blanche g2 · Pion blanc sur case noire h2 · Tour blanche sur case blanche d1 · Roi blanc sur case blanche f1 · Tour blanche sur case blanche h1 | Tour noire sur case blanche a8 · Tour noire sur case blanche e8 · Roi noir sur case blanche g8 · Pion noir sur case noire a7 · Pion noir sur case blanche b7 · Pion noir sur case blanche f7 · Fou noir sur case noire g7 · Pion noir sur case blanche h7 · Dame noire sur case noire b6 · Pion noir sur case blanche c6 · Pion noir sur case blanche g6 · Fou blanc sur case noire c5 · Fou blanc sur case blanche c4 · Pion blanc sur case noire d4 · Fou noir sur case blanche g4 · Dame blanche sur case noire a3 · Cavalier noir sur case noire c3 · Cavalier blanc sur case blanche f3 · Pion blanc sur case blanche a2 · Pion blanc sur case noire f2 · Pion blanc sur case blanche g2 · Pion blanc sur case noire h2 · Tour blanche sur case blanche d1 · Roi blanc sur case blanche f1 · Tour blanche sur case blanche h1 | Tour noire sur case blanche a8 · Tour noire sur case blanche e8 · Roi noir sur case blanche g8 · Pion noir sur case noire a7 · Pion noir sur case blanche b7 · Pion noir sur case blanche f7 · Fou noir sur case noire g7 · Pion noir sur case blanche h7 · Dame noire sur case noire b6 · Pion noir sur case blanche c6 · Pion noir sur case blanche g6 · Fou blanc sur case noire c5 · Fou blanc sur case blanche c4 · Pion blanc sur case noire d4 · Fou noir sur case blanche g4 · Dame blanche sur case noire a3 · Cavalier noir sur case noire c3 · Cavalier blanc sur case blanche f3 · Pion blanc sur case blanche a2 · Pion blanc sur case noire f2 · Pion blanc sur case blanche g2 · Pion blanc sur case noire h2 · Tour blanche sur case blanche d1 · Roi blanc sur case blanche f1 · Tour blanche sur case blanche h1 | Tour noire sur case blanche a8 · Tour noire sur case blanche e8 · Roi noir sur case blanche g8 · Pion noir sur case noire a7 · Pion noir sur case blanche b7 · Pion noir sur case blanche f7 · Fou noir sur case noire g7 · Pion noir sur case blanche h7 · Dame noire sur case noire b6 · Pion noir sur case blanche c6 · Pion noir sur case blanche g6 · Fou blanc sur case noire c5 · Fou blanc sur case blanche c4 · Pion blanc sur case noire d4 · Fou noir sur case blanche g4 · Dame blanche sur case noire a3 · Cavalier noir sur case noire c3 · Cavalier blanc sur case blanche f3 · Pion blanc sur case blanche a2 · Pion blanc sur case noire f2 · Pion blanc sur case blanche g2 · Pion blanc sur case noire h2 · Tour blanche sur case blanche d1 · Roi blanc sur case blanche f1 · Tour blanche sur case blanche h1 | Tour noire sur case blanche a8 · Tour noire sur case blanche e8 · Roi noir sur case blanche g8 · Pion noir sur case noire a7 · Pion noir sur case blanche b7 · Pion noir sur case blanche f7 · Fou noir sur case noire g7 · Pion noir sur case blanche h7 · Dame noire sur case noire b6 · Pion noir sur case blanche c6 · Pion noir sur case blanche g6 · Fou blanc sur case noire c5 · Fou blanc sur case blanche c4 · Pion blanc sur case noire d4 · Fou noir sur case blanche g4 · Dame blanche sur case noire a3 · Cavalier noir sur case noire c3 · Cavalier blanc sur case blanche f3 · Pion blanc sur case blanche a2 · Pion blanc sur case noire f2 · Pion blanc sur case blanche g2 · Pion blanc sur case noire h2 · Tour blanche sur case blanche d1 · Roi blanc sur case blanche f1 · Tour blanche sur case blanche h1 | Tour noire sur case blanche a8 · Tour noire sur case blanche e8 · Roi noir sur case blanche g8 · Pion noir sur case noire a7 · Pion noir sur case blanche b7 · Pion noir sur case blanche f7 · Fou noir sur case noire g7 · Pion noir sur case blanche h7 · Dame noire sur case noire b6 · Pion noir sur case blanche c6 · Pion noir sur case blanche g6 · Fou blanc sur case noire c5 · Fou blanc sur case blanche c4 · Pion blanc sur case noire d4 · Fou noir sur case blanche g4 · Dame blanche sur case noire a3 · Cavalier noir sur case noire c3 · Cavalier blanc sur case blanche f3 · Pion blanc sur case blanche a2 · Pion blanc sur case noire f2 · Pion blanc sur case blanche g2 · Pion blanc sur case noire h2 · Tour blanche sur case blanche d1 · Roi blanc sur case blanche f1 · Tour blanche sur case blanche h1 | 1 |
|   | a | b | c | d | e | f | g | h |   |

Cette position cache un joli sacrifice de dame positionnel, c'est-à-dire que les Noirs peuvent échanger leur dame contre trois figures légères. Après toutes les prises, leur position est meilleure que celle de leur adversaire.
17. ... Fe6!! 18. Fxb6 
Si 18. Fxe6, alors 18. ... Db5+! 19. Rg1 Ce2+ 20. Rf1 Cg3+ 21. Rg1 Df1+! suivi d'un mat étouffé. Si 18. Dxc3, Dxc5.
18. ... Fxc4+ 19. Rg1 Ce2+ 20. Rf1 Cxd4+ 21. Rg1
Si 21. Td3, alors 21. ... axb6 22. Dc3 Cxf3!, qui menace, entre autres, un mat sur e1 !
21. ... Ce2+ 22. Rf1 Cc3+ 23. Rg1 axb6 24. Db4 Ta4! 25 Dxb6 Cxd1
À ce moment, les Blancs auraient dû abandonner la partie. Leur retard pour ce qui est du développement est trop important. En effet, leur dame ne peut assurer la protection de son monarque à elle seule, et leur tour est coincée sur la rangée de départ.
Cependant, Byrne demande à voir la technique de Fischer. Il est vrai qu'il n'est pas donné à beaucoup de joueurs de pouvoir mener à terme une partie où il faut affronter la dame de l'adversaire, même avec trois pièces légères en compensation. Fischer ne demande pas mieux que de montrer sa science.
26. h3 Txa2 27. Rh2 Cxf2 28. Te1 Txe1 29. Dd8+ Ff8 30. Cxe1 Fd5 
La dame blanche, parquée sur la huitième rangée, est incapable d'intervenir pour sauver son roi, pris dans un réseau de mat.
31. Cf3 Ce4 32. Db8 b5 33. h4 h5 34. Ce5 Rg7 35. Rg1 Fc5+ 36. Rf1 Cg3+ 37. Re1 Fb4+ 38. Rd1 Fb3+ 39. Rc1 Ce2+ 40. Rb1 Cc3+ 41. Rc1 Tc2 mat.
La position finale mérite un diagramme.
|   | a | b | c | d | e | f | g | h |   |
| 8 | Dame blanche sur case noire b8 · Pion noir sur case blanche f7 · Roi noir sur case noire g7 · Pion noir sur case blanche c6 · Pion noir sur case blanche g6 · Pion noir sur case blanche b5 · Cavalier blanc sur case noire e5 · Pion noir sur case blanche h5 · Fou noir sur case noire b4 · Pion blanc sur case noire h4 · Fou noir sur case blanche b3 · Cavalier noir sur case noire c3 · Tour noire sur case blanche c2 · Pion blanc sur case blanche g2 · Roi blanc sur case noire c1 | Dame blanche sur case noire b8 · Pion noir sur case blanche f7 · Roi noir sur case noire g7 · Pion noir sur case blanche c6 · Pion noir sur case blanche g6 · Pion noir sur case blanche b5 · Cavalier blanc sur case noire e5 · Pion noir sur case blanche h5 · Fou noir sur case noire b4 · Pion blanc sur case noire h4 · Fou noir sur case blanche b3 · Cavalier noir sur case noire c3 · Tour noire sur case blanche c2 · Pion blanc sur case blanche g2 · Roi blanc sur case noire c1 | Dame blanche sur case noire b8 · Pion noir sur case blanche f7 · Roi noir sur case noire g7 · Pion noir sur case blanche c6 · Pion noir sur case blanche g6 · Pion noir sur case blanche b5 · Cavalier blanc sur case noire e5 · Pion noir sur case blanche h5 · Fou noir sur case noire b4 · Pion blanc sur case noire h4 · Fou noir sur case blanche b3 · Cavalier noir sur case noire c3 · Tour noire sur case blanche c2 · Pion blanc sur case blanche g2 · Roi blanc sur case noire c1 | Dame blanche sur case noire b8 · Pion noir sur case blanche f7 · Roi noir sur case noire g7 · Pion noir sur case blanche c6 · Pion noir sur case blanche g6 · Pion noir sur case blanche b5 · Cavalier blanc sur case noire e5 · Pion noir sur case blanche h5 · Fou noir sur case noire b4 · Pion blanc sur case noire h4 · Fou noir sur case blanche b3 · Cavalier noir sur case noire c3 · Tour noire sur case blanche c2 · Pion blanc sur case blanche g2 · Roi blanc sur case noire c1 | Dame blanche sur case noire b8 · Pion noir sur case blanche f7 · Roi noir sur case noire g7 · Pion noir sur case blanche c6 · Pion noir sur case blanche g6 · Pion noir sur case blanche b5 · Cavalier blanc sur case noire e5 · Pion noir sur case blanche h5 · Fou noir sur case noire b4 · Pion blanc sur case noire h4 · Fou noir sur case blanche b3 · Cavalier noir sur case noire c3 · Tour noire sur case blanche c2 · Pion blanc sur case blanche g2 · Roi blanc sur case noire c1 | Dame blanche sur case noire b8 · Pion noir sur case blanche f7 · Roi noir sur case noire g7 · Pion noir sur case blanche c6 · Pion noir sur case blanche g6 · Pion noir sur case blanche b5 · Cavalier blanc sur case noire e5 · Pion noir sur case blanche h5 · Fou noir sur case noire b4 · Pion blanc sur case noire h4 · Fou noir sur case blanche b3 · Cavalier noir sur case noire c3 · Tour noire sur case blanche c2 · Pion blanc sur case blanche g2 · Roi blanc sur case noire c1 | Dame blanche sur case noire b8 · Pion noir sur case blanche f7 · Roi noir sur case noire g7 · Pion noir sur case blanche c6 · Pion noir sur case blanche g6 · Pion noir sur case blanche b5 · Cavalier blanc sur case noire e5 · Pion noir sur case blanche h5 · Fou noir sur case noire b4 · Pion blanc sur case noire h4 · Fou noir sur case blanche b3 · Cavalier noir sur case noire c3 · Tour noire sur case blanche c2 · Pion blanc sur case blanche g2 · Roi blanc sur case noire c1 | Dame blanche sur case noire b8 · Pion noir sur case blanche f7 · Roi noir sur case noire g7 · Pion noir sur case blanche c6 · Pion noir sur case blanche g6 · Pion noir sur case blanche b5 · Cavalier blanc sur case noire e5 · Pion noir sur case blanche h5 · Fou noir sur case noire b4 · Pion blanc sur case noire h4 · Fou noir sur case blanche b3 · Cavalier noir sur case noire c3 · Tour noire sur case blanche c2 · Pion blanc sur case blanche g2 · Roi blanc sur case noire c1 | 8 |
| 7 | Dame blanche sur case noire b8 · Pion noir sur case blanche f7 · Roi noir sur case noire g7 · Pion noir sur case blanche c6 · Pion noir sur case blanche g6 · Pion noir sur case blanche b5 · Cavalier blanc sur case noire e5 · Pion noir sur case blanche h5 · Fou noir sur case noire b4 · Pion blanc sur case noire h4 · Fou noir sur case blanche b3 · Cavalier noir sur case noire c3 · Tour noire sur case blanche c2 · Pion blanc sur case blanche g2 · Roi blanc sur case noire c1 | Dame blanche sur case noire b8 · Pion noir sur case blanche f7 · Roi noir sur case noire g7 · Pion noir sur case blanche c6 · Pion noir sur case blanche g6 · Pion noir sur case blanche b5 · Cavalier blanc sur case noire e5 · Pion noir sur case blanche h5 · Fou noir sur case noire b4 · Pion blanc sur case noire h4 · Fou noir sur case blanche b3 · Cavalier noir sur case noire c3 · Tour noire sur case blanche c2 · Pion blanc sur case blanche g2 · Roi blanc sur case noire c1 | Dame blanche sur case noire b8 · Pion noir sur case blanche f7 · Roi noir sur case noire g7 · Pion noir sur case blanche c6 · Pion noir sur case blanche g6 · Pion noir sur case blanche b5 · Cavalier blanc sur case noire e5 · Pion noir sur case blanche h5 · Fou noir sur case noire b4 · Pion blanc sur case noire h4 · Fou noir sur case blanche b3 · Cavalier noir sur case noire c3 · Tour noire sur case blanche c2 · Pion blanc sur case blanche g2 · Roi blanc sur case noire c1 | Dame blanche sur case noire b8 · Pion noir sur case blanche f7 · Roi noir sur case noire g7 · Pion noir sur case blanche c6 · Pion noir sur case blanche g6 · Pion noir sur case blanche b5 · Cavalier blanc sur case noire e5 · Pion noir sur case blanche h5 · Fou noir sur case noire b4 · Pion blanc sur case noire h4 · Fou noir sur case blanche b3 · Cavalier noir sur case noire c3 · Tour noire sur case blanche c2 · Pion blanc sur case blanche g2 · Roi blanc sur case noire c1 | Dame blanche sur case noire b8 · Pion noir sur case blanche f7 · Roi noir sur case noire g7 · Pion noir sur case blanche c6 · Pion noir sur case blanche g6 · Pion noir sur case blanche b5 · Cavalier blanc sur case noire e5 · Pion noir sur case blanche h5 · Fou noir sur case noire b4 · Pion blanc sur case noire h4 · Fou noir sur case blanche b3 · Cavalier noir sur case noire c3 · Tour noire sur case blanche c2 · Pion blanc sur case blanche g2 · Roi blanc sur case noire c1 | Dame blanche sur case noire b8 · Pion noir sur case blanche f7 · Roi noir sur case noire g7 · Pion noir sur case blanche c6 · Pion noir sur case blanche g6 · Pion noir sur case blanche b5 · Cavalier blanc sur case noire e5 · Pion noir sur case blanche h5 · Fou noir sur case noire b4 · Pion blanc sur case noire h4 · Fou noir sur case blanche b3 · Cavalier noir sur case noire c3 · Tour noire sur case blanche c2 · Pion blanc sur case blanche g2 · Roi blanc sur case noire c1 | Dame blanche sur case noire b8 · Pion noir sur case blanche f7 · Roi noir sur case noire g7 · Pion noir sur case blanche c6 · Pion noir sur case blanche g6 · Pion noir sur case blanche b5 · Cavalier blanc sur case noire e5 · Pion noir sur case blanche h5 · Fou noir sur case noire b4 · Pion blanc sur case noire h4 · Fou noir sur case blanche b3 · Cavalier noir sur case noire c3 · Tour noire sur case blanche c2 · Pion blanc sur case blanche g2 · Roi blanc sur case noire c1 | Dame blanche sur case noire b8 · Pion noir sur case blanche f7 · Roi noir sur case noire g7 · Pion noir sur case blanche c6 · Pion noir sur case blanche g6 · Pion noir sur case blanche b5 · Cavalier blanc sur case noire e5 · Pion noir sur case blanche h5 · Fou noir sur case noire b4 · Pion blanc sur case noire h4 · Fou noir sur case blanche b3 · Cavalier noir sur case noire c3 · Tour noire sur case blanche c2 · Pion blanc sur case blanche g2 · Roi blanc sur case noire c1 | 7 |
| 6 | Dame blanche sur case noire b8 · Pion noir sur case blanche f7 · Roi noir sur case noire g7 · Pion noir sur case blanche c6 · Pion noir sur case blanche g6 · Pion noir sur case blanche b5 · Cavalier blanc sur case noire e5 · Pion noir sur case blanche h5 · Fou noir sur case noire b4 · Pion blanc sur case noire h4 · Fou noir sur case blanche b3 · Cavalier noir sur case noire c3 · Tour noire sur case blanche c2 · Pion blanc sur case blanche g2 · Roi blanc sur case noire c1 | Dame blanche sur case noire b8 · Pion noir sur case blanche f7 · Roi noir sur case noire g7 · Pion noir sur case blanche c6 · Pion noir sur case blanche g6 · Pion noir sur case blanche b5 · Cavalier blanc sur case noire e5 · Pion noir sur case blanche h5 · Fou noir sur case noire b4 · Pion blanc sur case noire h4 · Fou noir sur case blanche b3 · Cavalier noir sur case noire c3 · Tour noire sur case blanche c2 · Pion blanc sur case blanche g2 · Roi blanc sur case noire c1 | Dame blanche sur case noire b8 · Pion noir sur case blanche f7 · Roi noir sur case noire g7 · Pion noir sur case blanche c6 · Pion noir sur case blanche g6 · Pion noir sur case blanche b5 · Cavalier blanc sur case noire e5 · Pion noir sur case blanche h5 · Fou noir sur case noire b4 · Pion blanc sur case noire h4 · Fou noir sur case blanche b3 · Cavalier noir sur case noire c3 · Tour noire sur case blanche c2 · Pion blanc sur case blanche g2 · Roi blanc sur case noire c1 | Dame blanche sur case noire b8 · Pion noir sur case blanche f7 · Roi noir sur case noire g7 · Pion noir sur case blanche c6 · Pion noir sur case blanche g6 · Pion noir sur case blanche b5 · Cavalier blanc sur case noire e5 · Pion noir sur case blanche h5 · Fou noir sur case noire b4 · Pion blanc sur case noire h4 · Fou noir sur case blanche b3 · Cavalier noir sur case noire c3 · Tour noire sur case blanche c2 · Pion blanc sur case blanche g2 · Roi blanc sur case noire c1 | Dame blanche sur case noire b8 · Pion noir sur case blanche f7 · Roi noir sur case noire g7 · Pion noir sur case blanche c6 · Pion noir sur case blanche g6 · Pion noir sur case blanche b5 · Cavalier blanc sur case noire e5 · Pion noir sur case blanche h5 · Fou noir sur case noire b4 · Pion blanc sur case noire h4 · Fou noir sur case blanche b3 · Cavalier noir sur case noire c3 · Tour noire sur case blanche c2 · Pion blanc sur case blanche g2 · Roi blanc sur case noire c1 | Dame blanche sur case noire b8 · Pion noir sur case blanche f7 · Roi noir sur case noire g7 · Pion noir sur case blanche c6 · Pion noir sur case blanche g6 · Pion noir sur case blanche b5 · Cavalier blanc sur case noire e5 · Pion noir sur case blanche h5 · Fou noir sur case noire b4 · Pion blanc sur case noire h4 · Fou noir sur case blanche b3 · Cavalier noir sur case noire c3 · Tour noire sur case blanche c2 · Pion blanc sur case blanche g2 · Roi blanc sur case noire c1 | Dame blanche sur case noire b8 · Pion noir sur case blanche f7 · Roi noir sur case noire g7 · Pion noir sur case blanche c6 · Pion noir sur case blanche g6 · Pion noir sur case blanche b5 · Cavalier blanc sur case noire e5 · Pion noir sur case blanche h5 · Fou noir sur case noire b4 · Pion blanc sur case noire h4 · Fou noir sur case blanche b3 · Cavalier noir sur case noire c3 · Tour noire sur case blanche c2 · Pion blanc sur case blanche g2 · Roi blanc sur case noire c1 | Dame blanche sur case noire b8 · Pion noir sur case blanche f7 · Roi noir sur case noire g7 · Pion noir sur case blanche c6 · Pion noir sur case blanche g6 · Pion noir sur case blanche b5 · Cavalier blanc sur case noire e5 · Pion noir sur case blanche h5 · Fou noir sur case noire b4 · Pion blanc sur case noire h4 · Fou noir sur case blanche b3 · Cavalier noir sur case noire c3 · Tour noire sur case blanche c2 · Pion blanc sur case blanche g2 · Roi blanc sur case noire c1 | 6 |
| 5 | Dame blanche sur case noire b8 · Pion noir sur case blanche f7 · Roi noir sur case noire g7 · Pion noir sur case blanche c6 · Pion noir sur case blanche g6 · Pion noir sur case blanche b5 · Cavalier blanc sur case noire e5 · Pion noir sur case blanche h5 · Fou noir sur case noire b4 · Pion blanc sur case noire h4 · Fou noir sur case blanche b3 · Cavalier noir sur case noire c3 · Tour noire sur case blanche c2 · Pion blanc sur case blanche g2 · Roi blanc sur case noire c1 | Dame blanche sur case noire b8 · Pion noir sur case blanche f7 · Roi noir sur case noire g7 · Pion noir sur case blanche c6 · Pion noir sur case blanche g6 · Pion noir sur case blanche b5 · Cavalier blanc sur case noire e5 · Pion noir sur case blanche h5 · Fou noir sur case noire b4 · Pion blanc sur case noire h4 · Fou noir sur case blanche b3 · Cavalier noir sur case noire c3 · Tour noire sur case blanche c2 · Pion blanc sur case blanche g2 · Roi blanc sur case noire c1 | Dame blanche sur case noire b8 · Pion noir sur case blanche f7 · Roi noir sur case noire g7 · Pion noir sur case blanche c6 · Pion noir sur case blanche g6 · Pion noir sur case blanche b5 · Cavalier blanc sur case noire e5 · Pion noir sur case blanche h5 · Fou noir sur case noire b4 · Pion blanc sur case noire h4 · Fou noir sur case blanche b3 · Cavalier noir sur case noire c3 · Tour noire sur case blanche c2 · Pion blanc sur case blanche g2 · Roi blanc sur case noire c1 | Dame blanche sur case noire b8 · Pion noir sur case blanche f7 · Roi noir sur case noire g7 · Pion noir sur case blanche c6 · Pion noir sur case blanche g6 · Pion noir sur case blanche b5 · Cavalier blanc sur case noire e5 · Pion noir sur case blanche h5 · Fou noir sur case noire b4 · Pion blanc sur case noire h4 · Fou noir sur case blanche b3 · Cavalier noir sur case noire c3 · Tour noire sur case blanche c2 · Pion blanc sur case blanche g2 · Roi blanc sur case noire c1 | Dame blanche sur case noire b8 · Pion noir sur case blanche f7 · Roi noir sur case noire g7 · Pion noir sur case blanche c6 · Pion noir sur case blanche g6 · Pion noir sur case blanche b5 · Cavalier blanc sur case noire e5 · Pion noir sur case blanche h5 · Fou noir sur case noire b4 · Pion blanc sur case noire h4 · Fou noir sur case blanche b3 · Cavalier noir sur case noire c3 · Tour noire sur case blanche c2 · Pion blanc sur case blanche g2 · Roi blanc sur case noire c1 | Dame blanche sur case noire b8 · Pion noir sur case blanche f7 · Roi noir sur case noire g7 · Pion noir sur case blanche c6 · Pion noir sur case blanche g6 · Pion noir sur case blanche b5 · Cavalier blanc sur case noire e5 · Pion noir sur case blanche h5 · Fou noir sur case noire b4 · Pion blanc sur case noire h4 · Fou noir sur case blanche b3 · Cavalier noir sur case noire c3 · Tour noire sur case blanche c2 · Pion blanc sur case blanche g2 · Roi blanc sur case noire c1 | Dame blanche sur case noire b8 · Pion noir sur case blanche f7 · Roi noir sur case noire g7 · Pion noir sur case blanche c6 · Pion noir sur case blanche g6 · Pion noir sur case blanche b5 · Cavalier blanc sur case noire e5 · Pion noir sur case blanche h5 · Fou noir sur case noire b4 · Pion blanc sur case noire h4 · Fou noir sur case blanche b3 · Cavalier noir sur case noire c3 · Tour noire sur case blanche c2 · Pion blanc sur case blanche g2 · Roi blanc sur case noire c1 | Dame blanche sur case noire b8 · Pion noir sur case blanche f7 · Roi noir sur case noire g7 · Pion noir sur case blanche c6 · Pion noir sur case blanche g6 · Pion noir sur case blanche b5 · Cavalier blanc sur case noire e5 · Pion noir sur case blanche h5 · Fou noir sur case noire b4 · Pion blanc sur case noire h4 · Fou noir sur case blanche b3 · Cavalier noir sur case noire c3 · Tour noire sur case blanche c2 · Pion blanc sur case blanche g2 · Roi blanc sur case noire c1 | 5 |
| 4 | Dame blanche sur case noire b8 · Pion noir sur case blanche f7 · Roi noir sur case noire g7 · Pion noir sur case blanche c6 · Pion noir sur case blanche g6 · Pion noir sur case blanche b5 · Cavalier blanc sur case noire e5 · Pion noir sur case blanche h5 · Fou noir sur case noire b4 · Pion blanc sur case noire h4 · Fou noir sur case blanche b3 · Cavalier noir sur case noire c3 · Tour noire sur case blanche c2 · Pion blanc sur case blanche g2 · Roi blanc sur case noire c1 | Dame blanche sur case noire b8 · Pion noir sur case blanche f7 · Roi noir sur case noire g7 · Pion noir sur case blanche c6 · Pion noir sur case blanche g6 · Pion noir sur case blanche b5 · Cavalier blanc sur case noire e5 · Pion noir sur case blanche h5 · Fou noir sur case noire b4 · Pion blanc sur case noire h4 · Fou noir sur case blanche b3 · Cavalier noir sur case noire c3 · Tour noire sur case blanche c2 · Pion blanc sur case blanche g2 · Roi blanc sur case noire c1 | Dame blanche sur case noire b8 · Pion noir sur case blanche f7 · Roi noir sur case noire g7 · Pion noir sur case blanche c6 · Pion noir sur case blanche g6 · Pion noir sur case blanche b5 · Cavalier blanc sur case noire e5 · Pion noir sur case blanche h5 · Fou noir sur case noire b4 · Pion blanc sur case noire h4 · Fou noir sur case blanche b3 · Cavalier noir sur case noire c3 · Tour noire sur case blanche c2 · Pion blanc sur case blanche g2 · Roi blanc sur case noire c1 | Dame blanche sur case noire b8 · Pion noir sur case blanche f7 · Roi noir sur case noire g7 · Pion noir sur case blanche c6 · Pion noir sur case blanche g6 · Pion noir sur case blanche b5 · Cavalier blanc sur case noire e5 · Pion noir sur case blanche h5 · Fou noir sur case noire b4 · Pion blanc sur case noire h4 · Fou noir sur case blanche b3 · Cavalier noir sur case noire c3 · Tour noire sur case blanche c2 · Pion blanc sur case blanche g2 · Roi blanc sur case noire c1 | Dame blanche sur case noire b8 · Pion noir sur case blanche f7 · Roi noir sur case noire g7 · Pion noir sur case blanche c6 · Pion noir sur case blanche g6 · Pion noir sur case blanche b5 · Cavalier blanc sur case noire e5 · Pion noir sur case blanche h5 · Fou noir sur case noire b4 · Pion blanc sur case noire h4 · Fou noir sur case blanche b3 · Cavalier noir sur case noire c3 · Tour noire sur case blanche c2 · Pion blanc sur case blanche g2 · Roi blanc sur case noire c1 | Dame blanche sur case noire b8 · Pion noir sur case blanche f7 · Roi noir sur case noire g7 · Pion noir sur case blanche c6 · Pion noir sur case blanche g6 · Pion noir sur case blanche b5 · Cavalier blanc sur case noire e5 · Pion noir sur case blanche h5 · Fou noir sur case noire b4 · Pion blanc sur case noire h4 · Fou noir sur case blanche b3 · Cavalier noir sur case noire c3 · Tour noire sur case blanche c2 · Pion blanc sur case blanche g2 · Roi blanc sur case noire c1 | Dame blanche sur case noire b8 · Pion noir sur case blanche f7 · Roi noir sur case noire g7 · Pion noir sur case blanche c6 · Pion noir sur case blanche g6 · Pion noir sur case blanche b5 · Cavalier blanc sur case noire e5 · Pion noir sur case blanche h5 · Fou noir sur case noire b4 · Pion blanc sur case noire h4 · Fou noir sur case blanche b3 · Cavalier noir sur case noire c3 · Tour noire sur case blanche c2 · Pion blanc sur case blanche g2 · Roi blanc sur case noire c1 | Dame blanche sur case noire b8 · Pion noir sur case blanche f7 · Roi noir sur case noire g7 · Pion noir sur case blanche c6 · Pion noir sur case blanche g6 · Pion noir sur case blanche b5 · Cavalier blanc sur case noire e5 · Pion noir sur case blanche h5 · Fou noir sur case noire b4 · Pion blanc sur case noire h4 · Fou noir sur case blanche b3 · Cavalier noir sur case noire c3 · Tour noire sur case blanche c2 · Pion blanc sur case blanche g2 · Roi blanc sur case noire c1 | 4 |
| 3 | Dame blanche sur case noire b8 · Pion noir sur case blanche f7 · Roi noir sur case noire g7 · Pion noir sur case blanche c6 · Pion noir sur case blanche g6 · Pion noir sur case blanche b5 · Cavalier blanc sur case noire e5 · Pion noir sur case blanche h5 · Fou noir sur case noire b4 · Pion blanc sur case noire h4 · Fou noir sur case blanche b3 · Cavalier noir sur case noire c3 · Tour noire sur case blanche c2 · Pion blanc sur case blanche g2 · Roi blanc sur case noire c1 | Dame blanche sur case noire b8 · Pion noir sur case blanche f7 · Roi noir sur case noire g7 · Pion noir sur case blanche c6 · Pion noir sur case blanche g6 · Pion noir sur case blanche b5 · Cavalier blanc sur case noire e5 · Pion noir sur case blanche h5 · Fou noir sur case noire b4 · Pion blanc sur case noire h4 · Fou noir sur case blanche b3 · Cavalier noir sur case noire c3 · Tour noire sur case blanche c2 · Pion blanc sur case blanche g2 · Roi blanc sur case noire c1 | Dame blanche sur case noire b8 · Pion noir sur case blanche f7 · Roi noir sur case noire g7 · Pion noir sur case blanche c6 · Pion noir sur case blanche g6 · Pion noir sur case blanche b5 · Cavalier blanc sur case noire e5 · Pion noir sur case blanche h5 · Fou noir sur case noire b4 · Pion blanc sur case noire h4 · Fou noir sur case blanche b3 · Cavalier noir sur case noire c3 · Tour noire sur case blanche c2 · Pion blanc sur case blanche g2 · Roi blanc sur case noire c1 | Dame blanche sur case noire b8 · Pion noir sur case blanche f7 · Roi noir sur case noire g7 · Pion noir sur case blanche c6 · Pion noir sur case blanche g6 · Pion noir sur case blanche b5 · Cavalier blanc sur case noire e5 · Pion noir sur case blanche h5 · Fou noir sur case noire b4 · Pion blanc sur case noire h4 · Fou noir sur case blanche b3 · Cavalier noir sur case noire c3 · Tour noire sur case blanche c2 · Pion blanc sur case blanche g2 · Roi blanc sur case noire c1 | Dame blanche sur case noire b8 · Pion noir sur case blanche f7 · Roi noir sur case noire g7 · Pion noir sur case blanche c6 · Pion noir sur case blanche g6 · Pion noir sur case blanche b5 · Cavalier blanc sur case noire e5 · Pion noir sur case blanche h5 · Fou noir sur case noire b4 · Pion blanc sur case noire h4 · Fou noir sur case blanche b3 · Cavalier noir sur case noire c3 · Tour noire sur case blanche c2 · Pion blanc sur case blanche g2 · Roi blanc sur case noire c1 | Dame blanche sur case noire b8 · Pion noir sur case blanche f7 · Roi noir sur case noire g7 · Pion noir sur case blanche c6 · Pion noir sur case blanche g6 · Pion noir sur case blanche b5 · Cavalier blanc sur case noire e5 · Pion noir sur case blanche h5 · Fou noir sur case noire b4 · Pion blanc sur case noire h4 · Fou noir sur case blanche b3 · Cavalier noir sur case noire c3 · Tour noire sur case blanche c2 · Pion blanc sur case blanche g2 · Roi blanc sur case noire c1 | Dame blanche sur case noire b8 · Pion noir sur case blanche f7 · Roi noir sur case noire g7 · Pion noir sur case blanche c6 · Pion noir sur case blanche g6 · Pion noir sur case blanche b5 · Cavalier blanc sur case noire e5 · Pion noir sur case blanche h5 · Fou noir sur case noire b4 · Pion blanc sur case noire h4 · Fou noir sur case blanche b3 · Cavalier noir sur case noire c3 · Tour noire sur case blanche c2 · Pion blanc sur case blanche g2 · Roi blanc sur case noire c1 | Dame blanche sur case noire b8 · Pion noir sur case blanche f7 · Roi noir sur case noire g7 · Pion noir sur case blanche c6 · Pion noir sur case blanche g6 · Pion noir sur case blanche b5 · Cavalier blanc sur case noire e5 · Pion noir sur case blanche h5 · Fou noir sur case noire b4 · Pion blanc sur case noire h4 · Fou noir sur case blanche b3 · Cavalier noir sur case noire c3 · Tour noire sur case blanche c2 · Pion blanc sur case blanche g2 · Roi blanc sur case noire c1 | 3 |
| 2 | Dame blanche sur case noire b8 · Pion noir sur case blanche f7 · Roi noir sur case noire g7 · Pion noir sur case blanche c6 · Pion noir sur case blanche g6 · Pion noir sur case blanche b5 · Cavalier blanc sur case noire e5 · Pion noir sur case blanche h5 · Fou noir sur case noire b4 · Pion blanc sur case noire h4 · Fou noir sur case blanche b3 · Cavalier noir sur case noire c3 · Tour noire sur case blanche c2 · Pion blanc sur case blanche g2 · Roi blanc sur case noire c1 | Dame blanche sur case noire b8 · Pion noir sur case blanche f7 · Roi noir sur case noire g7 · Pion noir sur case blanche c6 · Pion noir sur case blanche g6 · Pion noir sur case blanche b5 · Cavalier blanc sur case noire e5 · Pion noir sur case blanche h5 · Fou noir sur case noire b4 · Pion blanc sur case noire h4 · Fou noir sur case blanche b3 · Cavalier noir sur case noire c3 · Tour noire sur case blanche c2 · Pion blanc sur case blanche g2 · Roi blanc sur case noire c1 | Dame blanche sur case noire b8 · Pion noir sur case blanche f7 · Roi noir sur case noire g7 · Pion noir sur case blanche c6 · Pion noir sur case blanche g6 · Pion noir sur case blanche b5 · Cavalier blanc sur case noire e5 · Pion noir sur case blanche h5 · Fou noir sur case noire b4 · Pion blanc sur case noire h4 · Fou noir sur case blanche b3 · Cavalier noir sur case noire c3 · Tour noire sur case blanche c2 · Pion blanc sur case blanche g2 · Roi blanc sur case noire c1 | Dame blanche sur case noire b8 · Pion noir sur case blanche f7 · Roi noir sur case noire g7 · Pion noir sur case blanche c6 · Pion noir sur case blanche g6 · Pion noir sur case blanche b5 · Cavalier blanc sur case noire e5 · Pion noir sur case blanche h5 · Fou noir sur case noire b4 · Pion blanc sur case noire h4 · Fou noir sur case blanche b3 · Cavalier noir sur case noire c3 · Tour noire sur case blanche c2 · Pion blanc sur case blanche g2 · Roi blanc sur case noire c1 | Dame blanche sur case noire b8 · Pion noir sur case blanche f7 · Roi noir sur case noire g7 · Pion noir sur case blanche c6 · Pion noir sur case blanche g6 · Pion noir sur case blanche b5 · Cavalier blanc sur case noire e5 · Pion noir sur case blanche h5 · Fou noir sur case noire b4 · Pion blanc sur case noire h4 · Fou noir sur case blanche b3 · Cavalier noir sur case noire c3 · Tour noire sur case blanche c2 · Pion blanc sur case blanche g2 · Roi blanc sur case noire c1 | Dame blanche sur case noire b8 · Pion noir sur case blanche f7 · Roi noir sur case noire g7 · Pion noir sur case blanche c6 · Pion noir sur case blanche g6 · Pion noir sur case blanche b5 · Cavalier blanc sur case noire e5 · Pion noir sur case blanche h5 · Fou noir sur case noire b4 · Pion blanc sur case noire h4 · Fou noir sur case blanche b3 · Cavalier noir sur case noire c3 · Tour noire sur case blanche c2 · Pion blanc sur case blanche g2 · Roi blanc sur case noire c1 | Dame blanche sur case noire b8 · Pion noir sur case blanche f7 · Roi noir sur case noire g7 · Pion noir sur case blanche c6 · Pion noir sur case blanche g6 · Pion noir sur case blanche b5 · Cavalier blanc sur case noire e5 · Pion noir sur case blanche h5 · Fou noir sur case noire b4 · Pion blanc sur case noire h4 · Fou noir sur case blanche b3 · Cavalier noir sur case noire c3 · Tour noire sur case blanche c2 · Pion blanc sur case blanche g2 · Roi blanc sur case noire c1 | Dame blanche sur case noire b8 · Pion noir sur case blanche f7 · Roi noir sur case noire g7 · Pion noir sur case blanche c6 · Pion noir sur case blanche g6 · Pion noir sur case blanche b5 · Cavalier blanc sur case noire e5 · Pion noir sur case blanche h5 · Fou noir sur case noire b4 · Pion blanc sur case noire h4 · Fou noir sur case blanche b3 · Cavalier noir sur case noire c3 · Tour noire sur case blanche c2 · Pion blanc sur case blanche g2 · Roi blanc sur case noire c1 | 2 |
| 1 | Dame blanche sur case noire b8 · Pion noir sur case blanche f7 · Roi noir sur case noire g7 · Pion noir sur case blanche c6 · Pion noir sur case blanche g6 · Pion noir sur case blanche b5 · Cavalier blanc sur case noire e5 · Pion noir sur case blanche h5 · Fou noir sur case noire b4 · Pion blanc sur case noire h4 · Fou noir sur case blanche b3 · Cavalier noir sur case noire c3 · Tour noire sur case blanche c2 · Pion blanc sur case blanche g2 · Roi blanc sur case noire c1 | Dame blanche sur case noire b8 · Pion noir sur case blanche f7 · Roi noir sur case noire g7 · Pion noir sur case blanche c6 · Pion noir sur case blanche g6 · Pion noir sur case blanche b5 · Cavalier blanc sur case noire e5 · Pion noir sur case blanche h5 · Fou noir sur case noire b4 · Pion blanc sur case noire h4 · Fou noir sur case blanche b3 · Cavalier noir sur case noire c3 · Tour noire sur case blanche c2 · Pion blanc sur case blanche g2 · Roi blanc sur case noire c1 | Dame blanche sur case noire b8 · Pion noir sur case blanche f7 · Roi noir sur case noire g7 · Pion noir sur case blanche c6 · Pion noir sur case blanche g6 · Pion noir sur case blanche b5 · Cavalier blanc sur case noire e5 · Pion noir sur case blanche h5 · Fou noir sur case noire b4 · Pion blanc sur case noire h4 · Fou noir sur case blanche b3 · Cavalier noir sur case noire c3 · Tour noire sur case blanche c2 · Pion blanc sur case blanche g2 · Roi blanc sur case noire c1 | Dame blanche sur case noire b8 · Pion noir sur case blanche f7 · Roi noir sur case noire g7 · Pion noir sur case blanche c6 · Pion noir sur case blanche g6 · Pion noir sur case blanche b5 · Cavalier blanc sur case noire e5 · Pion noir sur case blanche h5 · Fou noir sur case noire b4 · Pion blanc sur case noire h4 · Fou noir sur case blanche b3 · Cavalier noir sur case noire c3 · Tour noire sur case blanche c2 · Pion blanc sur case blanche g2 · Roi blanc sur case noire c1 | Dame blanche sur case noire b8 · Pion noir sur case blanche f7 · Roi noir sur case noire g7 · Pion noir sur case blanche c6 · Pion noir sur case blanche g6 · Pion noir sur case blanche b5 · Cavalier blanc sur case noire e5 · Pion noir sur case blanche h5 · Fou noir sur case noire b4 · Pion blanc sur case noire h4 · Fou noir sur case blanche b3 · Cavalier noir sur case noire c3 · Tour noire sur case blanche c2 · Pion blanc sur case blanche g2 · Roi blanc sur case noire c1 | Dame blanche sur case noire b8 · Pion noir sur case blanche f7 · Roi noir sur case noire g7 · Pion noir sur case blanche c6 · Pion noir sur case blanche g6 · Pion noir sur case blanche b5 · Cavalier blanc sur case noire e5 · Pion noir sur case blanche h5 · Fou noir sur case noire b4 · Pion blanc sur case noire h4 · Fou noir sur case blanche b3 · Cavalier noir sur case noire c3 · Tour noire sur case blanche c2 · Pion blanc sur case blanche g2 · Roi blanc sur case noire c1 | Dame blanche sur case noire b8 · Pion noir sur case blanche f7 · Roi noir sur case noire g7 · Pion noir sur case blanche c6 · Pion noir sur case blanche g6 · Pion noir sur case blanche b5 · Cavalier blanc sur case noire e5 · Pion noir sur case blanche h5 · Fou noir sur case noire b4 · Pion blanc sur case noire h4 · Fou noir sur case blanche b3 · Cavalier noir sur case noire c3 · Tour noire sur case blanche c2 · Pion blanc sur case blanche g2 · Roi blanc sur case noire c1 | Dame blanche sur case noire b8 · Pion noir sur case blanche f7 · Roi noir sur case noire g7 · Pion noir sur case blanche c6 · Pion noir sur case blanche g6 · Pion noir sur case blanche b5 · Cavalier blanc sur case noire e5 · Pion noir sur case blanche h5 · Fou noir sur case noire b4 · Pion blanc sur case noire h4 · Fou noir sur case blanche b3 · Cavalier noir sur case noire c3 · Tour noire sur case blanche c2 · Pion blanc sur case blanche g2 · Roi blanc sur case noire c1 | 1 |
|   | a | b | c | d | e | f | g | h |   |

Répondant à une question d'un intervieweur sur la façon dont il réussit à remporter une victoire aussi brillante, Fischer déclara : « J'ai juste joué les coups que je pensais être les meilleurs. J'ai juste été chanceux ».